# Rete ferroviaria della Sardegna

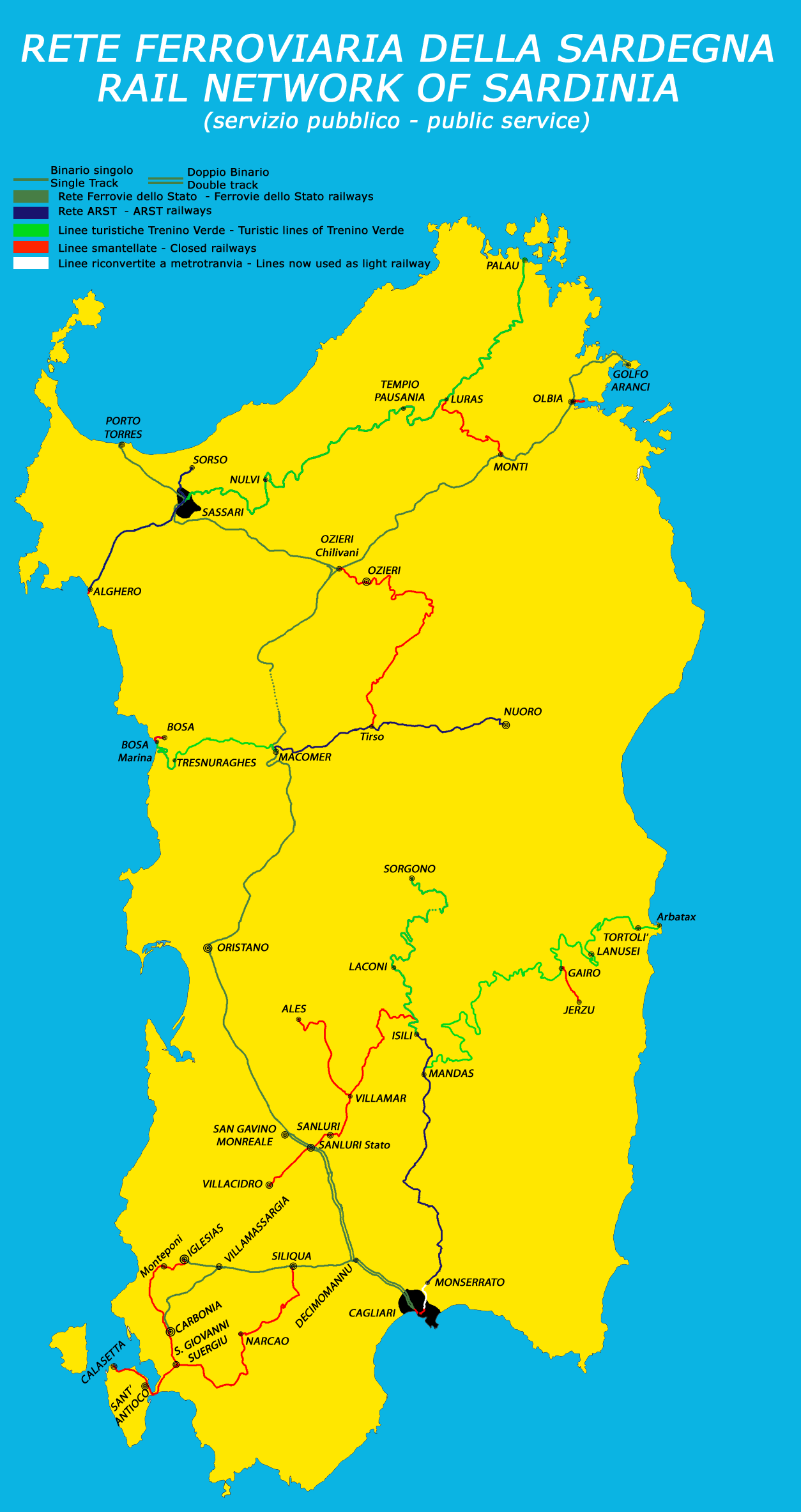
Mappa della rete ferroviaria sarda

La rete ferroviaria della Sardegna comprende ferrovie che si sviluppano per un totale di circa 1.038 km di lunghezza, di cui 430 km a scartamento ordinario e circa 608 km a scartamento ridotto (950 mm), con una densità media di 43 m di ferrovia per ogni km², cifra che scende a 25 m/km² considerando le sole linee di trasporto pubblico.
L'esercizio ferroviario nell'isola è gestito da due società: la prima è il gruppo Ferrovie dello Stato Italiane, che gestisce, tramite le controllate RFI e Trenitalia, le quattro linee ferroviarie a scartamento ordinario che compongono la rete principale dell'isola; la seconda è l'ARST, azienda di trasporti interamente partecipata dalla Regione Autonoma della Sardegna, che gestisce le restanti quattro tratte attive nel trasporto pubblico, tutte a scartamento ridotto, le quali costituiscono la rete secondaria, estesa per 169 km. L'ARST controlla, inoltre, 438 km di linee turistiche, sempre a scartamento ridotto, attive soprattutto in estate e su richiesta delle comitive di turisti.
La rete ferroviaria sarda si estende su tutte le province, anche se non mancano i territori privi di strade ferrate. Varie sono inoltre le linee a scartamento ridotto che sono state chiuse e smantellate nel corso dei decenni.

## Storia

### La costruzione delle Ferrovie Reali

La stazione delle Ferrovie Reali di Cagliari a inizio Novecento

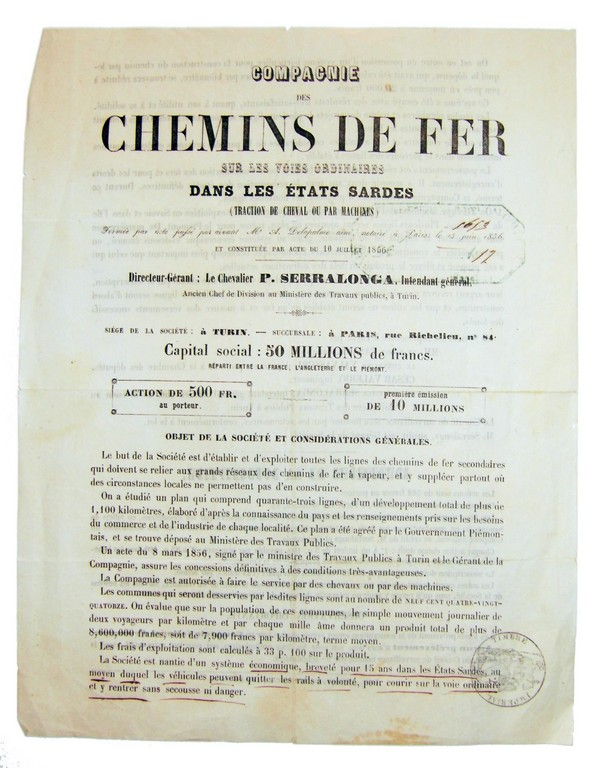
Volantino pubblicitario della Compagnie des chemins de fer sur les voies ordinaires dans les Etats Sardes, costituita a Torino il 10 luglio 1856 con succursale a Parigi, 1859.

Subito dopo l'Unità d'Italia, la Sardegna si trovava a essere l'unico territorio del Regno sprovvisto di una rete ferroviaria per il trasporto pubblico: le uniche linee presenti erano infatti ferrovie private a utilizzo industriale. A tal proposito la prima ferrovia in assoluto a entrare in funzione nell'isola fu quella tra la miniera di San Leone e il molo di La Maddalena nei pressi di Capoterra, aperta al traffico nel 1862. La mancanza di una rete ferroviaria pubblica portò più volte i politici isolani a sollecitare un intervento del governo per concedere questo servizio anche alla Sardegna.
Dopo vari dubbi e opposizioni da parte dei politici nazionali, nel 1862 una cordata italo-inglese, capitanata dal cavalier Gaetano Semenza, ottenne la concessione per la costruzione della rete che avrebbe unito Cagliari a Iglesias, Porto Torres e Terranova Pausania (in seguito Olbia). La cordata costituì a Londra la Compagnia Reale delle Ferrovie Sarde che, tra studi dei percorsi, problemi di convenzioni con lo Stato e di varia natura, aprì il primo tratto di ferrovia (Cagliari-Villasor) solo nell'aprile 1871.

L'interno della stazione ozierese di Chilivani, in corrispondenza del bivio ferroviario tra il Sassarese e la Gallura, a inizio XX secolo

La costruzione delle linee previste, basate su un progetto dell'ingegnere gallese Benjamin Piercy, terminò nel 1881, ma nel frattempo per il traffico di passeggeri verso il continente si era deciso di utilizzare il nuovo attracco marittimo di Golfo Aranci al posto di quello di Terranova. Ciò rese necessaria la costruzione di un prolungamento della ferrovia, che congiunse i due porti galluresi nel 1883.
La Sardegna aveva finalmente le sue ferrovie e, al 31 dicembre 1899, sulle Ferrovie Reali circolavano 30 locomotive a vapore, 106 carrozze, 23 bagagliai e 436 carri per il servizio merci.

### Il collegamento delle zone periferiche

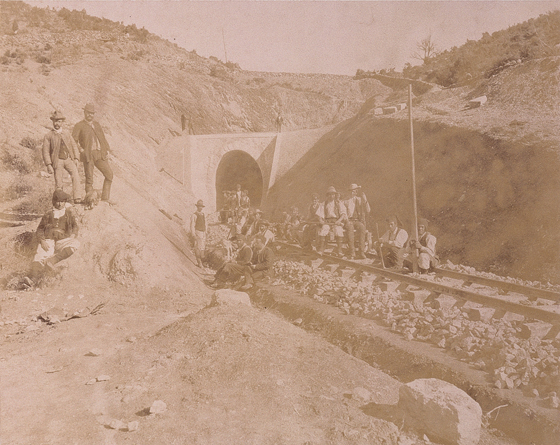
I lavori di costruzione di una galleria nei pressi di Meana Sardo, sulla Isili-Sorgono, in una foto d'epoca di Vittorio Besso

Il tracciato della rete delle Ferrovie Reali escludeva però vari territori dell'isola dalla possibilità di utilizzare i treni. Infatti erano tanti i centri a lamentare il fatto di essere stati tagliati fuori da questo importantissimo progresso nei trasporti isolani per via della distanza dai tracciati della ferrovia. Fu così deciso nel 1885, con la Legge 3011 del 22 marzo di quell'anno, di concedere la possibilità di costruire una rete secondaria che collegasse i centri più isolati con le città principali e con la rete delle Ferrovie Reali. Vista la specifica richiesta di una costruzione in economia, fu deciso l'utilizzo di uno scartamento ridotto da 950 mm, che avrebbe inoltre aiutato gli ingegneri nella progettazione dei percorsi nelle impervie zone interne della Sardegna.
L'anno successivo i lavori furono affidati alla Società italiana per le Strade Ferrate Secondarie della Sardegna (SFSS), che, costruendo a ritmi sostenuti, inaugurò le sue prime linee dopo soli 17 mesi. Infatti già il 15 febbraio 1888 le SFSS aprirono all'esercizio la Cagliari-Isili e la linea da Tempio Pausania alla stazione SFSS di Monti, confinante con l'omonimo scalo delle Ferrovie Reali. Entro la fine del decennio furono inaugurate anche la dorsale Bosa-Macomer-Nuoro e la Sassari-Alghero, mentre da Isili la ferrovia fu prolungata sino a Sorgono.

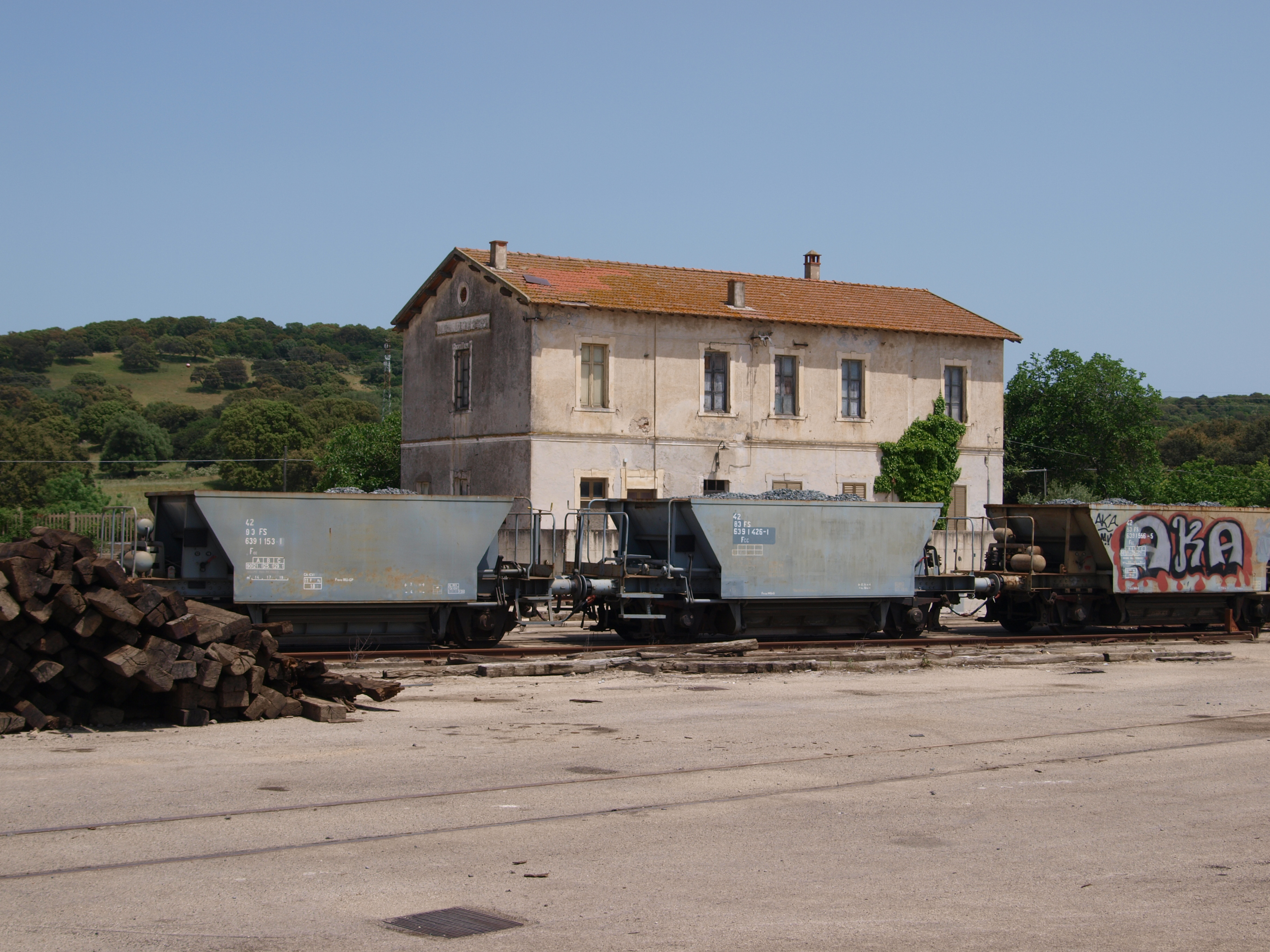
L'ex stazione delle SFSS di Monti, vista dal confinante scalo FS. Monti, insieme a Sassari, Chilivani, Macomer, Sanluri, Iglesias, Siliqua, Carbonia e Cagliari, fu punto di interscambio tra la rete FS e quella a scartamento ridotto pubblica

Prima della fine del secolo vennero inaugurate anche la Mandas-Arbatax e la sua diramazione Gairo-Jerzu; venne inoltre aperta al traffico un'altra bretella di congiunzione tra la rete principale e quella secondaria, collegante la stazione di Tirso della Macomer-Nuoro allo strategico scalo di Chilivani. In tutto furono costruiti 590 km di strada ferrata; in molti casi i lavori furono completati con netto anticipo, anche grazie agli operai che arrivarono a costruire mediamente ben 300 metri di linea al giorno. Questa cifra è ancora più significativa se si considerano la morfologia dei territori dove le linee furono realizzate e lo sforzo fisico che gli scavi e le trivellazioni nella roccia richiedevano alle squadre di operai.
Il progetto però non fu esente da critiche da parte di molti utenti, che contestavano l'eccessiva distanza di buona parte delle stazioni dai rispettivi abitati, fatto che fu ricollegato allo sfruttamento dei boschi interni dell'isola, il cui pregiato legname ed il carbone da esso ottenuto venivano trasportati proprio tramite la nuova ferrovia. Inoltre anche le velocità medie tenute dai treni delle SFSS, non certo elevatissime, crearono qualche malcontento tra i passeggeri.
Nel 1898 intanto l'estensione della rete a scartamento ordinario crebbe di 6 km, quelli della nuova porzione di strada ferrata aperta tra Iglesias e la sua frazione Monteponi, strategicamente importante per il trasporto dei minerali che venivano estratti in questa località e nel suo circondario.

### Dall'inizio del Novecento alla seconda guerra mondiale
Nonostante le lamentele, entrambe le reti raggiunsero in pieno lo scopo per cui erano nate, ovvero favorire il trasporto di persone e merci tra le varie zone della Sardegna, sino ad allora legate solo ai mezzi a trazione animale. L'importanza della ferrovia per l'isola si può intuire dalla durata dei viaggi, che non si misuravano più in giorni, ma in ore.

Il capolinea di Ales delle FCS

Le zone isolate dalla ferrovia in ogni caso erano ancora parecchie, e negli anni immediatamente precedenti la prima guerra mondiale le autorità regionali richiesero ai vari sindaci proposte e consigli per nuove linee ferroviarie. Tra le ferrovie consigliate molte furono scartate per mancanza di fondi o per antieconomicità. Altre linee furono progettate, come quelle del Sulcis (i cui collegamenti in quel periodo venivano assicurati dal trasporto automobilistico), ma la guerra impose un rinvio dei lavori, mentre alcune proposte per le relazioni nel sassarese furono riprese in considerazione nei lustri successivi.
In quegli anni le sole ferrovie a vedere la luce furono la Isili-Villacidro e la sua diramazione Villamar-Ales. Il progetto di realizzazione di queste linee fu approvato nel 1912 e la costruzione venne affidata alla "Società per le Ferrovie Complementari della Sardegna" (FCS). Il progetto prevedeva tra l'altro per la Isili-Villacidro l'utilizzo di 5 km della Isili-Sorgono, nel tratto compreso tra Isili e la stazione di Sarcidano (dove la nuova ferrovia aveva effettivamente inizio), fatto che portò alla gestione comune di questa porzione di linea con le SFSS. L'inaugurazione delle due linee risale al 21 giugno 1915; i primi passeggeri dei treni furono i militari in partenza per i campi di battaglia del primo conflitto mondiale.

Treno delle FMS in transito a Gonnesa nei primi anni di attività

Terminata la guerra, nel 1920 la convenzione della Compagnia Reale delle Ferrovie Sarde terminò e non venne rinnovata, e così la rete a scartamento ordinario dell'isola passò alle Ferrovie dello Stato. Inoltre nel 1921 le FCS assorbirono le SFSS, prendendo così il controllo dell'intera rete pubblica a scartamento ridotto sarda presente all'epoca. Due anni più tardi la Società anonima Ferrovie Meridionali Sarde (FMS), fondata nel 1914, poté finalmente iniziare i lavori per la ferrovia sulcitana che la guerra aveva rinviato.
Basata su un progetto datato 1911, tra il 1923 e il 1926 una nuova ferrovia fu costruita per collegare il porto di Calasetta con Siliqua e la rete FS, con inoltre una diramazione tra l'allora Palmas Suergiu (oggi San Giovanni Suergiu) e la nuova stazione FMS di Iglesias, sita come nel caso di Siliqua di fronte all'omonimo scalo delle Ferrovie dello Stato. La costruzione della linea per Iglesias in particolare fu possibile anche per l'assegnazione della tratta FS Iglesias-Monteponi alle FMS, che la riconvertirono a scartamento ridotto. Il 23 maggio 1926 anche i 113 km della rete FMS furono aperti al traffico.

Il treno inaugurale della Sassari-Tempio-Palau a Luras nel 1932

L'attenzione delle autorità si spostò verso il nord, e alla "Società anonima Ferrovie Settentrionali Sarde" spettò la costruzione di nuovi collegamenti ferroviari su linee a scartamento ridotto per Sassari. Nel 1930 il capoluogo provinciale fu collegato a Sorso e, sfruttando la porzione di linea delle FCS tra Tempio e Luras, nel 1932 fu aperta anche la linea per Palau. L'anno dopo il termine dei lavori, a società fu acquisita dalla Strade Ferrate Pugliesi, che mutarono il proprio nome in Società anonima Strade Ferrate Sarde (SFS), acquisendo inoltre il pacchetto di maggioranza delle FCS. Sempre dalle FCS, nel 1941 le SFS ottennero la gestione diretta della Sassari-Alghero e della Monti-Tempio. In questi anni la rete ferroviaria pubblica sarda raggiunse la sua massima estensione con 1.366 km di linee (di cui 417 a scartamento ordinario e 949 a scartamento ridotto).

I primi rotabili a trazione termica a entrare in esercizio in Sardegna furono le automotrici "Emmine" nel 1935

Riguardo al materiale rotabile utilizzato a metà degli anni 1930, fecero la comparsa sulla rete FS e su alcune linee secondarie le prime automotrici diesel, che spezzarono il monopolio della trazione a vapore sino ad allora utilizzata nell'isola. Più precisamente, i primi rotabili a motore diesel a entrare in servizio effettivo sui binari sardi furono le tre automotrici Emmine, che dal 21 febbraio 1935 iniziarono a essere impiegate lungo la Macomer-Nuoro e la Macomer-Bosa.
Nel 1940 sul tronco Carbonia-Sant'Antioco Ponti delle FMS venne attivato l'esercizio a doppio binario: si tratta del primo raddoppio di tracciato nell'isola. In questi decenni va inoltre segnalato come più volte si invocò invano la creazione di ferrovie di raccordo tra le varie linee a scartamento ridotto esistenti, all'epoca divise in 4 tronconi non direttamente interconnessi tra loro.

### Il dopoguerra: le difficoltà delle ferrovie secondarie e il calo del servizio

L'inaugurazione delle automotrici ADe delle FCS all'interno della stazione delle Complementari di viale Bonaria a Cagliari nel 1958

Durante la seconda guerra mondiale la Sardegna subì pesanti bombardamenti; sia la rete FS sia quella secondaria furono danneggiate dai raid aerei. Folle di persone, nella speranza di sfuggire alla pioggia di fuoco, assediarono le stazioni dei grandi centri per raggiungere l'interno dell'isola, costringendo i treni a viaggiare sempre a pieno carico.
Tornata la pace e riparati i danni della guerra, il servizio riprese regolarmente grazie anche a un piano di ristrutturazione governativo per la rete sarda con il quale, oltre al ripristino delle infrastrutture danneggiate durante la guerra, fu potenziato l'armamento di molte linee; per alcune di esse (Cagliari-Isili, Macomer-Nuoro, Sassari-Alghero) furono anche realizzate delle varianti di tracciato. Ma i treni dovettero nel frattempo scontrarsi con le più economiche autolinee e con il boom economico che permise la motorizzazione di massa.
Le FS riscontrarono minori problemi, forti all'epoca del loro status di ente statale, tanto da aprire nel 1956 una nuova diramazione sulla Decimomannu-Iglesias che avrebbe collegato Villamassargia a Carbonia, i cui lavori erano stati avviati nel 1940. Inoltre nel 1961 fu inaugurato il servizio di navi traghetto delle FS tra Golfo Aranci e Civitavecchia, che incrementò il traffico merci verso la penisola.
Viceversa, per le società private SFS e FCS quel periodo segnò l'inizio di una progressiva chiusura di buona parte delle rispettive reti a scartamento ridotto: nel 1956 toccò alla Isili-Villacidro-Ales e alla Gairo-Jerzu; due anni dopo chiuse i battenti il tronco Monti-Luras della Monti-Tempio.

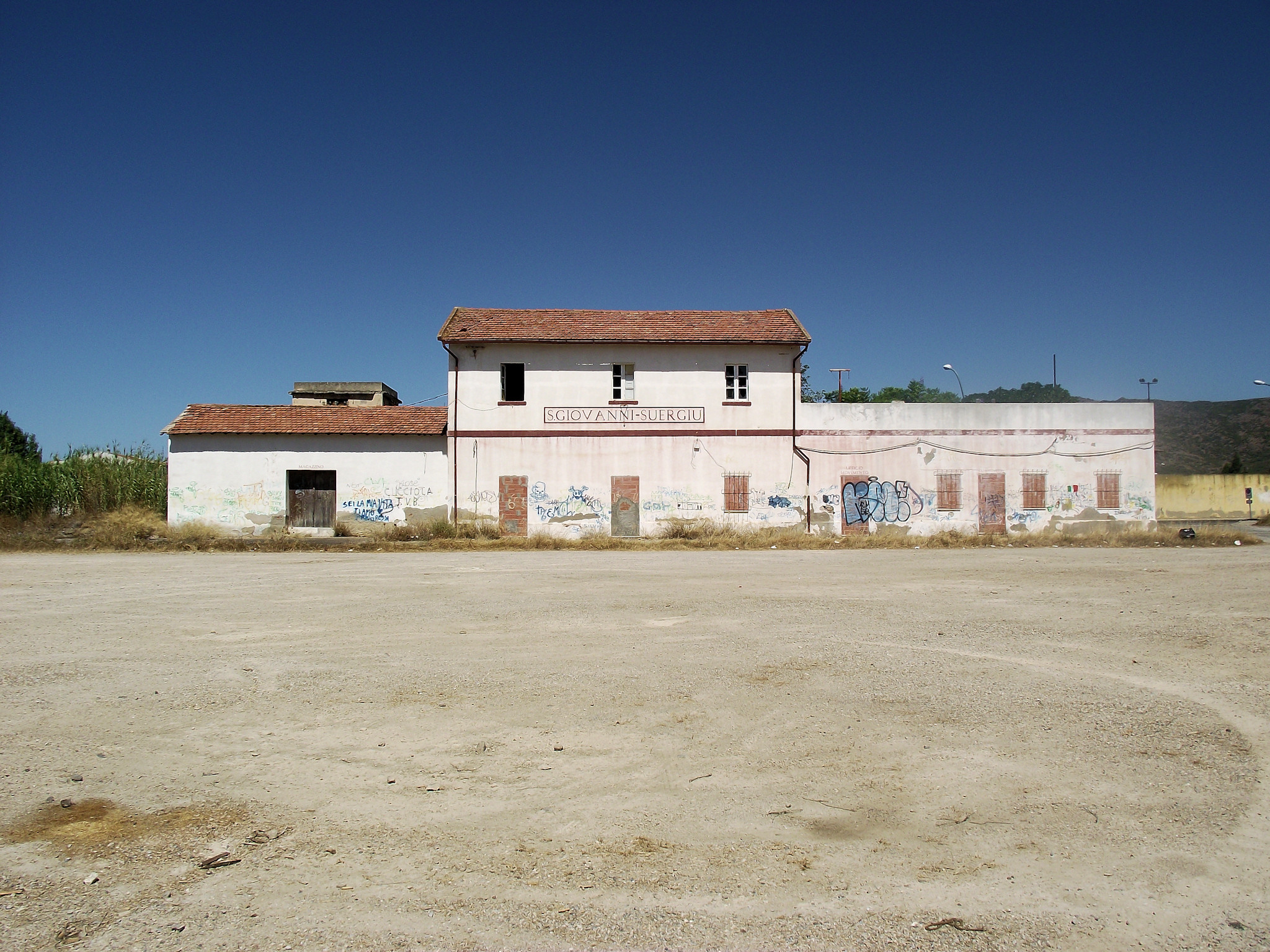
La stazione FMS di San Giovanni Suergiu nel 2012. L'ultimo treno transitò in quello che era uno dei principali scali della rete sulcitana nel 1974

Non meglio se la passavano le Meridionali Sarde, che dovettero subire anche il crollo del traffico merci dovuto alla chiusura di buona parte delle miniere di carbone sulcitane in quegli anni. L'azienda venne infatti rilevata dal governo, che la commissariò nel 1955 e ne tentò il rilancio negli anni successivi. Tra la fine degli anni 1950 e la prima metà degli anni 1960 sull'intera rete a scartamento ridotto venne aggiornato il parco mezzi, con l'introduzione di nuove automotrici termiche (le ADe e ADm) e dei primi locomotori diesel (gli LDe, in dotazione solo a FCS e SFS). Anche le Ferrovie dello Stato iniziarono dal 1961 a sostituire gradualmente nell'isola le locomotive a vapore coi locomotori a motore termico, affiancando questi ultimi alle automotrici che già da decenni venivano impiegate sulla rete sarda.
Nel biennio 1968-1969 le FMS dovettero chiudere le tratte Monteponi-Iglesias (per il crollo di una galleria) e Siliqua-Narcao (per la costruzione di una diga nei pressi della ferrovia), col risultato che la rete sulcitana perse i due scali in cui era garantito ai passeggeri l'interscambio con la rete delle FS. La lista delle dismissioni si allungò il 31 dicembre 1969, quando per l'ultima volta i treni coprirono la tratta Tirso-Chilivani; inoltre nel 1971 anche le SFS e le FCS furono statalizzate e affidate a un commissario governativo. L'esercizio ferroviario FMS terminerà nel settembre 1974, con la cessazione del servizio sulla Narcao-Calasetta e sulla San Giovanni Suergiu-Monteponi.

### Gli anni 1980 e i primi tentativi di elettrificazione

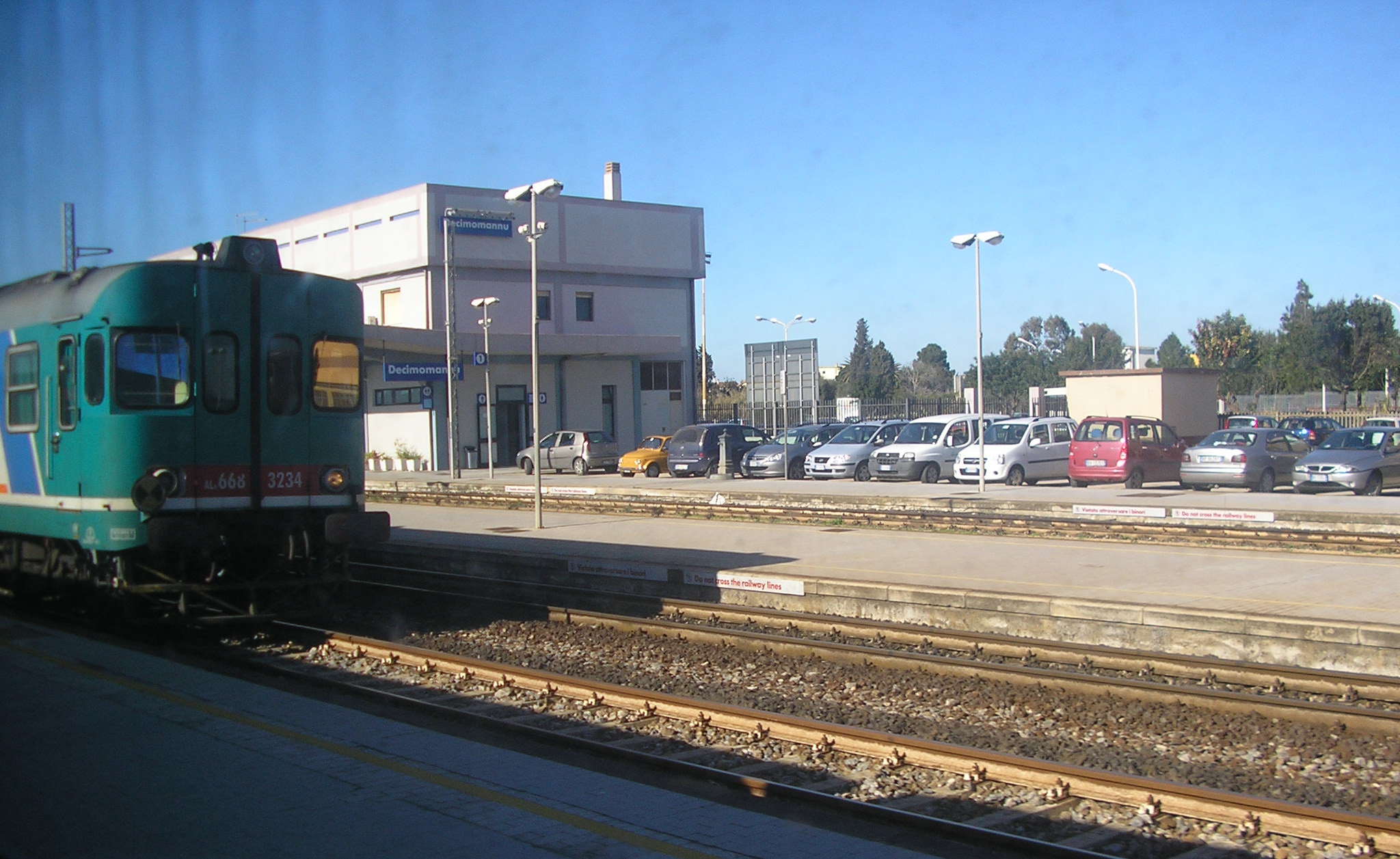
ALn 668 nella stazione di Decimomannu: l'impianto fu capolinea di uno dei tronchi di prova del progetto di elettrificazione della Dorsale Sarda

Per quel che concerne le FS, sul finire degli anni 1970 prendeva corpo a livello nazionale l'idea di costruire linee ferroviarie con mezzi alimentati da corrente alternata invece che continua, come avveniva sino ad allora in Italia. Per sperimentare la nuova alimentazione fu scelta proprio la rete sarda (in particolare la Dorsale Sarda), in quanto isolata dal resto della rete italiana e priva di elettrificazione. Per l'occasione furono realizzate 6 locomotive passeggeri E.492 e 19 locomotori E.491 per il trasporto merci: dopo alcuni collaudi nella penisola, nel 1989 iniziarono i primi test sulla tratta da Cagliari a Decimomannu (divenuta a doppio binario nel 1984), che nel frattempo era stata elettrificata insieme a quella da Villasor a Sanluri. Il progetto, per motivazioni di carattere economico e tecnico, fu però abortito nel 1990.
Nel 1981 le FCS chiusero al traffico anche la Macomer-Bosa per via delle cattive condizioni dell'armamento, salvo poi riaprire dopo la sostituzione delle rotaie il tronco da Macomer a Tresnuraghes l'anno seguente.

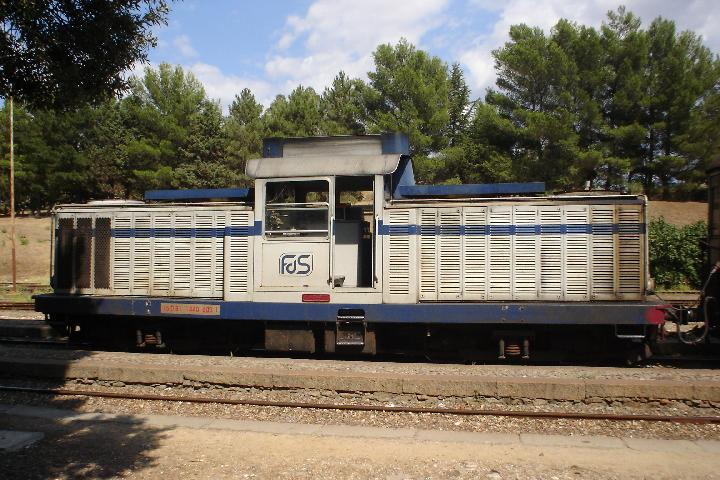
Locomotore LDe con le insegne delle Ferrovie della Sardegna, dal 1989 al 2010 titolari della concessione della rete a scartamento ridotto

### Anni 1990 e 2000: la riduzione della rete e la riscoperta turistica
La rete secondaria, se da un lato registrava un progressivo calo dell'utenza, dall'altro cominciava a diventare meta di turisti attratti dalla amenità dei percorsi attraversati dai treni FCS ed SFS.
Col contributo della Regione e della Comunità Europea e il patrocinio di WWF Italia e Italia Nostra furono ristrutturate locomotive a vapore, carrozze d'epoca e stazioni, creando così il servizio turistico denominato Trenino Verde. Nell'ambito di questo progetto fu ristrutturata e riaperta nel 1995 al solo traffico turistico la Tresnuraghes-Bosa Marina.
A livello societario, nel 1989 si registrò la fusione delle FCS e con le SFS che vennero riunite in una nuova gestione governativa, le Ferrovie della Sardegna (FdS), che nel 1997 passarono sotto il controllo delle FS. Lo stesso anno vennero chiuse all'esercizio regolare le tratte da Isili a Sorgono, da Mandas ad Arbatax, da Macomer a Tresnuraghes e da Nulvi a Palau: tutte queste linee restarono comunque attive per i servizi del Trenino Verde. Le FdS nel 2002 tornarono ad essere gestite da un commissario nominato dal Ministero dei trasporti.
Nel 2001 le FS cessarono il servizio passeggeri sulle navi da Golfo Aranci a Civitavecchia e si poté negli anni registrare un notevole ridimensionamento del traffico merci, cessato su base regolare e ridottosi all'espletamento di occasionali convogli straordinari, con la chiusura al traffico di molti scali attrezzati e la riduzione delle corse marittime da e per Golfo Aranci (dal 2010 eseguite solo su richiesta e con approdo spostato a Messina), rimasto l'unico porto nell'isola ad ospitare i treni merci dopo la graduale chiusura degli scali marittimi di Cagliari, Olbia, Porto Torres ed Arbatax (sulla rete FdS).

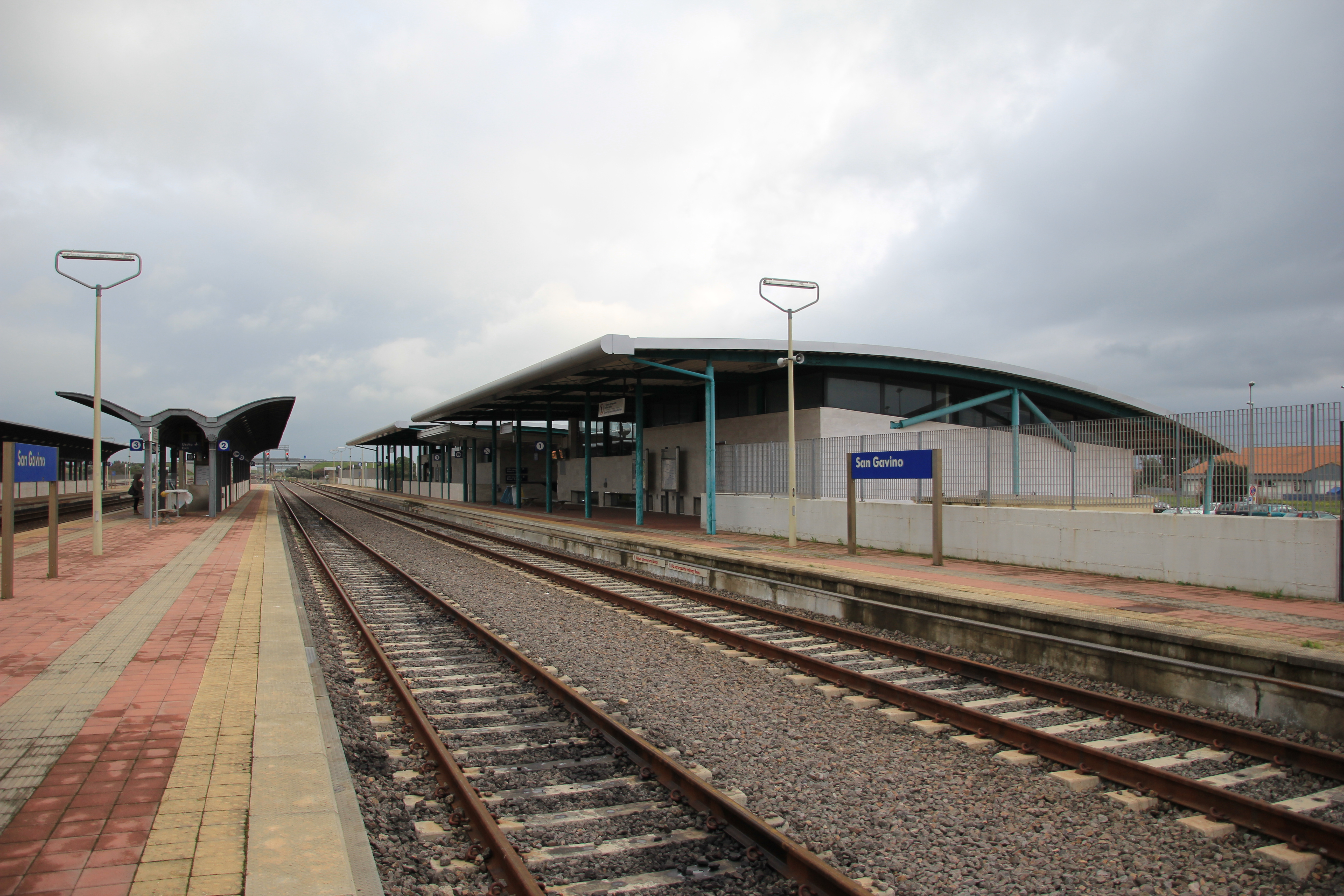
La stazione di San Gavino, costruita nell'ambito del progetto di raddoppio della Dorsale Sarda a metà anni duemila

Nel 2008, con l'inaugurazione della rete tranviaria di Cagliari veniva inoltre chiusa al traffico ferroviario la tratta Cagliari-Monserrato delle FdS. Queste ultime, nel giugno dello stesso anno, passavano sotto il controllo della Regione Autonoma della Sardegna, che ne mutava la ragione sociale in ARST Gestione FdS s.r.l., società interamente controllata dalla società di trasporti della Regione, l'ARST. Nell'ottobre 2010 quest'ultima assorbiva in seguito a fusione l'ARST Gestione FdS, diventando il nuovo gestore della rete sarda a scartamento ridotto.

### Dal 2010 in poi
Nel 2010 terminarono i lavori di raddoppio del binario tra le stazioni di Decimomannu e San Gavino Monreale lungo la Dorsale Sarda e la tratta, lunga 50 km, poté essere aperta al traffico passeggeri. Nel giugno 2013 venne inaugurata la fermata di Elmas Aeroporto, tramite la quale è possibile il collegamento ferroviario con l'aeroporto di Cagliari-Elmas. Una nuova dismissione invece si registrò nel 2015, con la cessazione del servizio di trasporto pubblico sulla Sassari-Nulvi e la conseguente destinazione dell'intera linea per Palau ai soli servizi del Trenino Verde.
Nel dicembre 2021 viene inaugurata la stazione di Olbia-Terranova, costruita per rendere più capillare il servizio ferroviario tra Olbia e le linee per Sassari/Cagliari. 
Nel giugno 2022 il presidente della Regione Christian Solinas approva la delibera per iniziare l'elettrificazione della rete sarda, a partire dalla tratta Cagliari-Oristano. Sulla linea verranno introdotti convogli ibridi, in grado quindi di viaggiare sia a trazione elettrica sia attivando il motore diesel nel tratto non elettrificato.

## Estensione della rete
Le rete ferroviaria sarda nel corso degli anni è rimasta in buona parte immutata in quanto a percorso: non considerando la chiusura di alcune tratte, le uniche variazioni ai tracciati hanno riguardato soprattutto varianti di piccole/medie dimensioni e lavori di rettifica per velocizzare le percorrenze. In ogni caso, la totale mancanza di elettrificazione della rete e la tortuosità delle linee in certe zone fanno sì che le velocità medie dei treni siano piuttosto basse rispetto al resto del Paese, il che in taluni casi ha compromesso la competitività della ferrovia nei confronti delle autolinee.
Comunemente la rete sarda viene suddivisa nella rete principale a scartamento ordinario (quella delle FS, gestita tramite la controllata Rete Ferroviaria Italiana) e in quella secondaria a scartamento ridotto (dell'ARST).

### Rete a scartamento ordinario

#### Cagliari-Chilivani-Golfo Aranci/Porto Torres

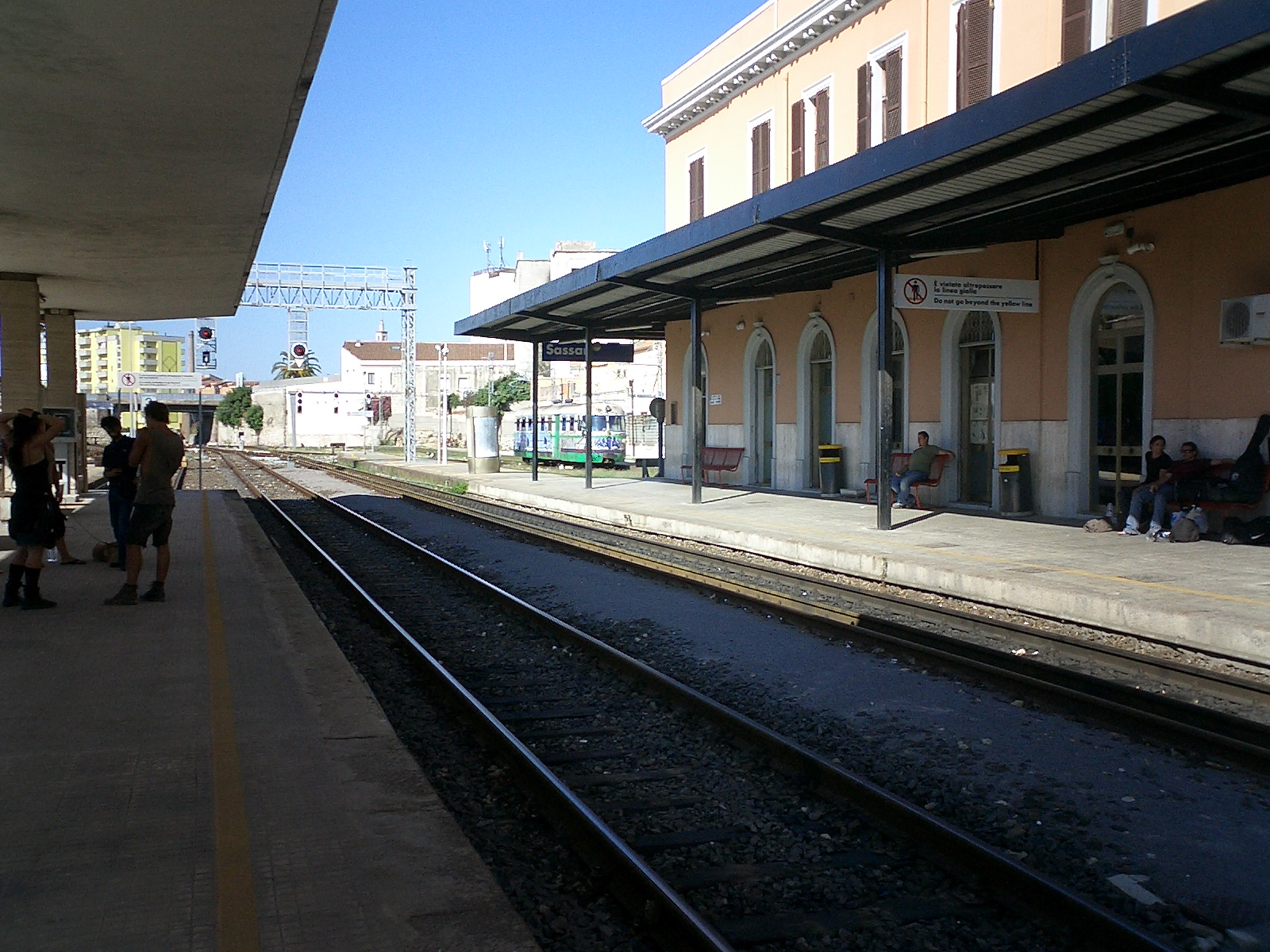
Interno della stazione di Sassari, al 2020 l'unico scalo dell'isola ad ospitare treni di entrambe le amministrazioni ferroviarie operanti in Sardegna

Inaugurata progressivamente tra il 1871 e il 1883, la dorsale principale della regione, caratterizzata da una forma ad Y, collega Cagliari allo snodo di Ozieri Chilivani, da cui poi la linea si biforca per raggiungere Olbia e il porto di Golfo Aranci andando verso est, e Sassari e Porto Torres nella diramazione ovest. La stazione di Chilivani dista circa 206 km (effettivi, 213 stando ai progressivi chilometrici) dal capoluogo di regione, mentre i due tronchi che si diramano da questo scalo sono lunghi rispettivamente 67 km (Chilivani - Porto Torres Marittima) e 96 km (Chilivani - Golfo Aranci Marittima).
Partendo da Cagliari, il tracciato della ferrovia, a doppio binario nei suoi primi 50 km, segue la pianura del Campidano in direzione nord-ovest, attraversando Decimomannu, Sanluri e San Gavino Monreale (da dove la linea prosegue a binario singolo) per poi giungere a Oristano. Da qui la ferrovia rientra verso l'interno, affrontando dislivelli altimetrici più rilevanti, raggiungendo Macomer (punto di scambio con la rete ARST) e proseguendo sino alla stazione di Chilivani, nel comune di Ozieri.

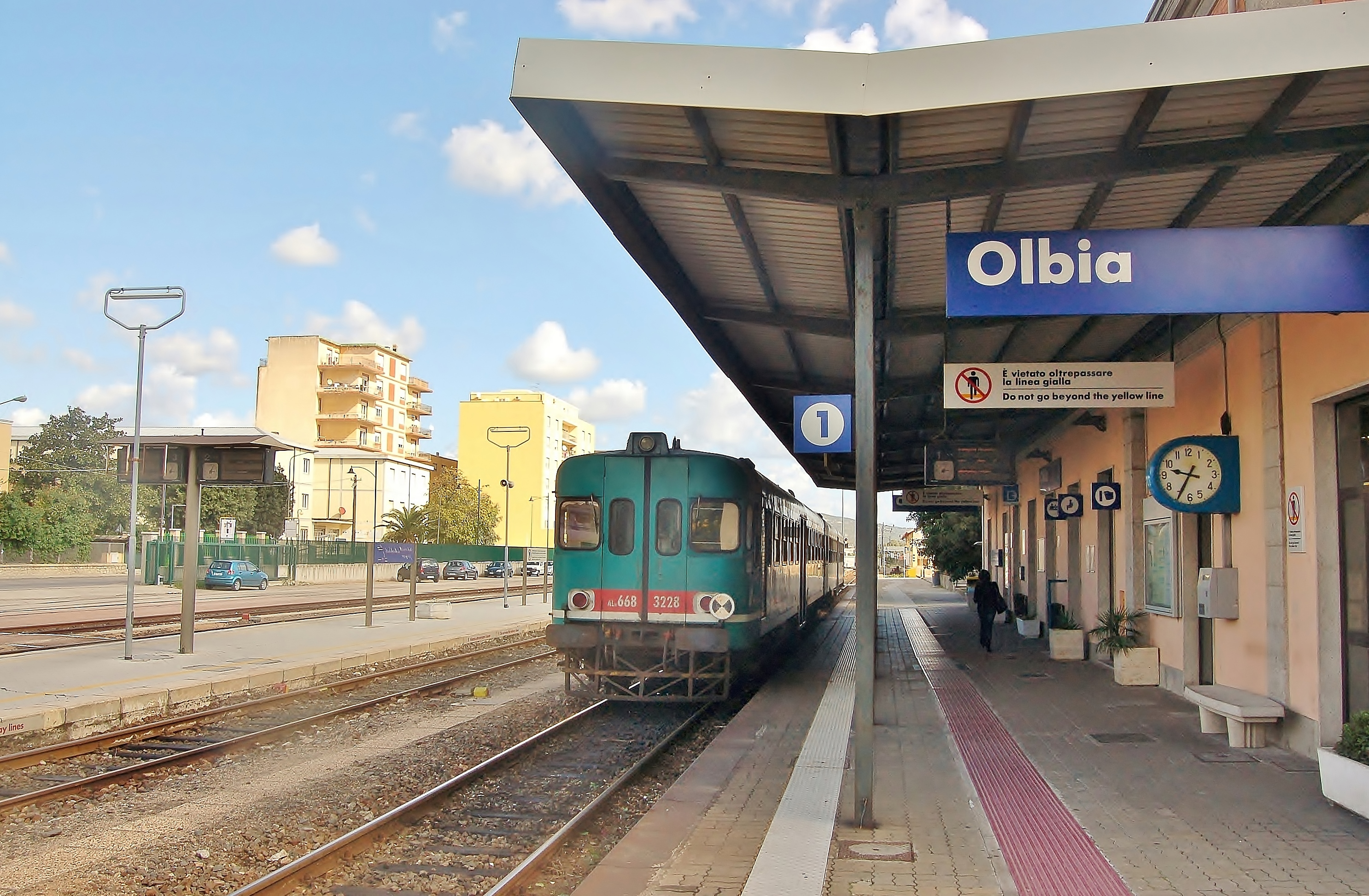
Un'ALn 668, rotabile ampiamente utilizzato in passato nell'isola, in sosta nella stazione di Olbia, sulla linea per Golfo Aranci

Qui la linea si biforca, e il tracciato a ovest continua a salire verso la stazione di Sassari (condivisa con l'ARST) e verso il capolinea di Porto Torres Marittima. Proseguendo verso est da Chilivani si attraversano le zone interne della Gallura sino a giungere ad Olbia, da cui poi il tracciato continua in direzione nord-est per terminare al capolinea di Golfo Aranci dopo aver costeggiato per un buon tratto il mare, tanto che sono state istituite delle fermate in presenza di alcune località balneari (come quella di Cala Sabina, raggiungibile quasi esclusivamente col treno). Il porto di Golfo Aranci è l'unico nella regione attrezzato per ospitare le navi Bluvia che eseguono trasporto merci, seppur nel corso degli anni questo tipo di traffico è andato progressivamente in diminuzione sino alla quasi completa chiusura del servizio, che dal 2010 avviene solo a chiamata.
Da sottolineare inoltre come sulla porzione di linea che collega Cagliari a Decimomannu (lunga 17 km, interamente a doppio binario) venga effettuato un servizio ferroviario metropolitano.

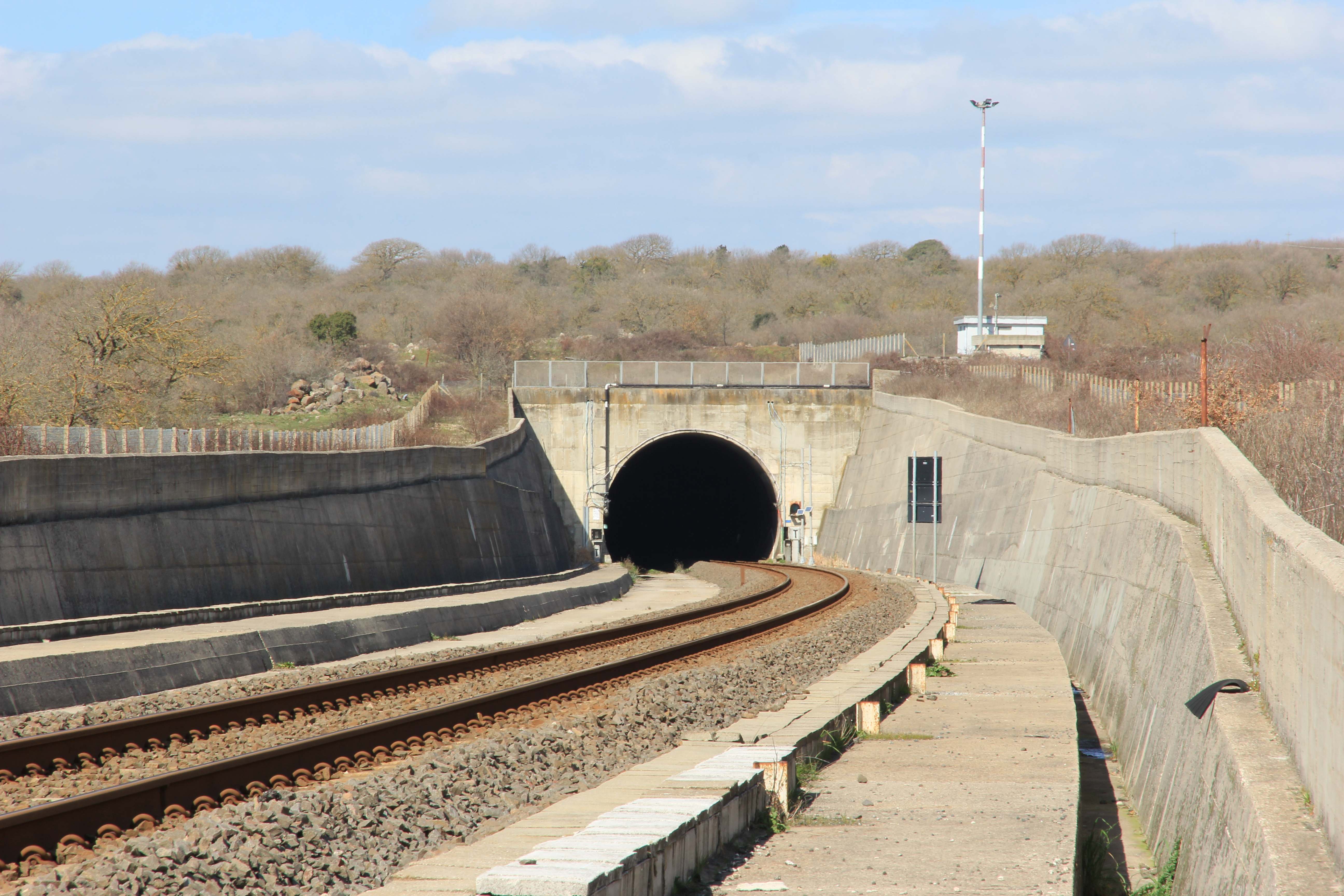
L'accesso meridionale della galleria di Campeda sulla Cagliari-Golfo Aranci, il più lungo tunnel ferroviario sardo (sette km), aperto al traffico nel 2001

La linea è spesso oggetto di critiche da parte dei viaggiatori per i tempi di percorrenza (dalle 2 ore e 50 minuti in su in entrambi i versi di marcia con riferimento al primo semestre 2013); nel corso degli anni sono state intraprese varie iniziative per ovviare al problema: nel 2001 fu inaugurata una variante quasi interamente in galleria tra Campeda e Bonorva, un'altra variante aperta al traffico nel 2006 poco prima di Chilivani permette da allora di evitare questa stazione alle relazioni più veloci tra Cagliari e Sassari. In particolare quest'ultima modifica è legata al fatto che l'ingresso a Chilivani implicava lunghe manovre di regresso per i treni che dal sud dovevano raggiungere la diramazione verso Porto Torres. Una terza variante, tra Sanluri e Pabillonis, fu inaugurata nel settembre 2007, con la porzione tra Sanluri e la nuova stazione di San Gavino Monreale realizzata a doppio binario nell'ambito dei lavori di raddoppio della linea nel tronco Decimomannu-San Gavino Monreale attuati negli anni 2000.
Altri progetti sono in fase di studio per velocizzare le relazioni nord-sud: l'obiettivo della Regione è di ridurre i tempi di percorrenza a 2 ore e 15 minuti per la tratta Cagliari-Sassari e 2 ore e 30 minuti per la Cagliari-Olbia.

#### Cagliari-Decimomannu-Villamassargia-Iglesias/Carbonia

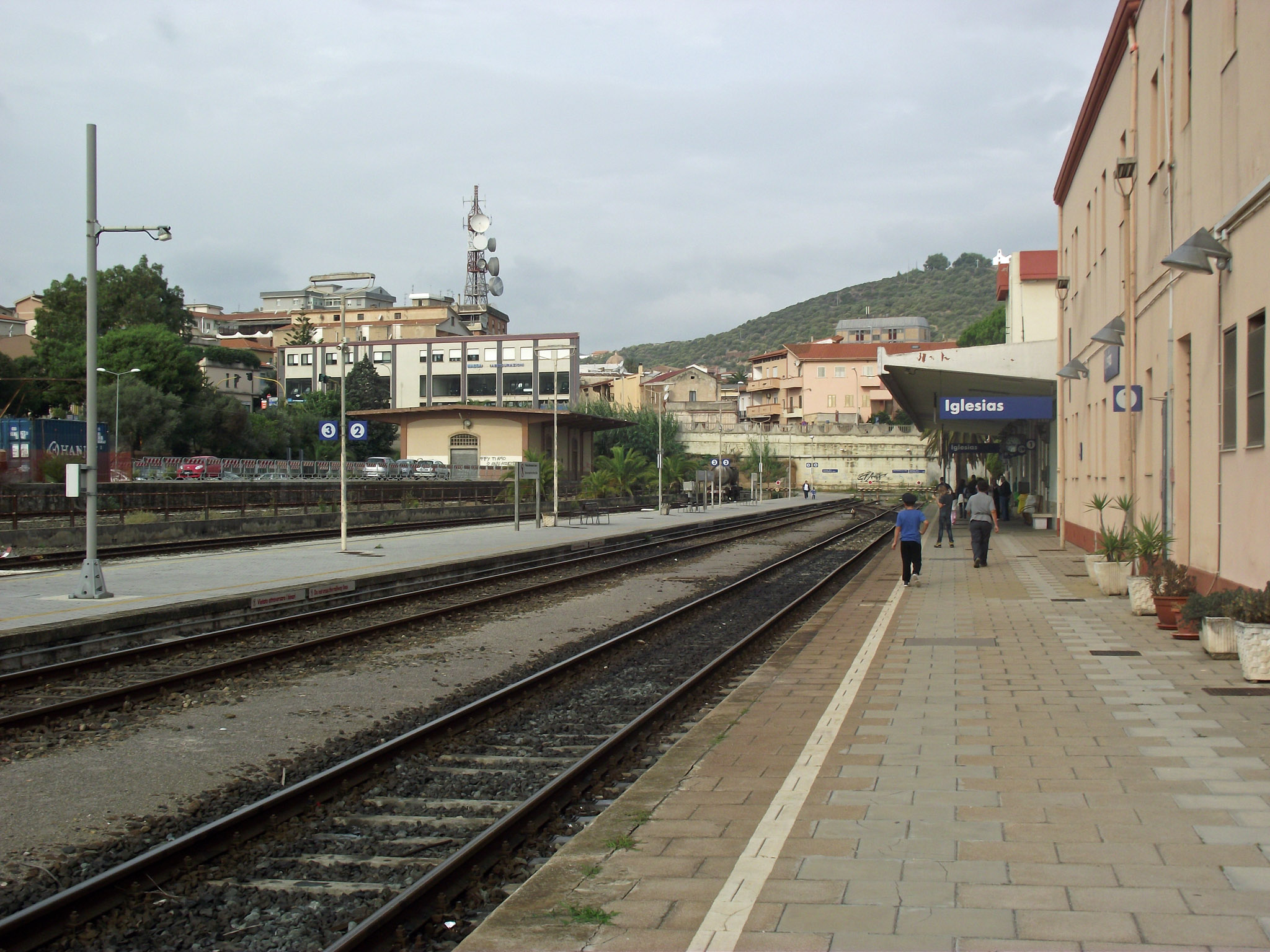
La stazione di Iglesias. Da questo impianto aveva origine a inizio Novecento anche una linea per la frazione mineraria di Monteponi, poi ceduta alle FMS nel 1926, che la riarmarono a scartamento ridotto e ne spostarono il capolinea nel loro vicino scalo

L'altra dorsale delle FS è quella che da Decimomannu porta a Iglesias e, tramite una diramazione che ha inizio a Villamassargia, all'altro capolinea di Carbonia, permettendo il collegamento tra le due città del Sulcis-Iglesiente e Cagliari. Iglesias dista 55 km dal capoluogo regionale, mentre Carbonia ne dista 68 (la linea tra quest'ultima e Villamassargia è lunga poco più di 22 km).
Partendo da Cagliari, per 17 km i treni percorrono la linea a doppio binario per Golfo Aranci. Nella stazione di Decimomannu la linea per Iglesias, aperta al traffico nel 1872, si dirama dalla Dorsale Sarda e, diventando a binario unico sino ai due capolinea, prosegue verso ovest, scorrendo parallela per un buon tratto alla SS 130. Dopo aver attraversato Siliqua, la ferrovia giunge nella stazione di Villamassargia e continua con un andamento rettilineo verso il capolinea di Iglesias.

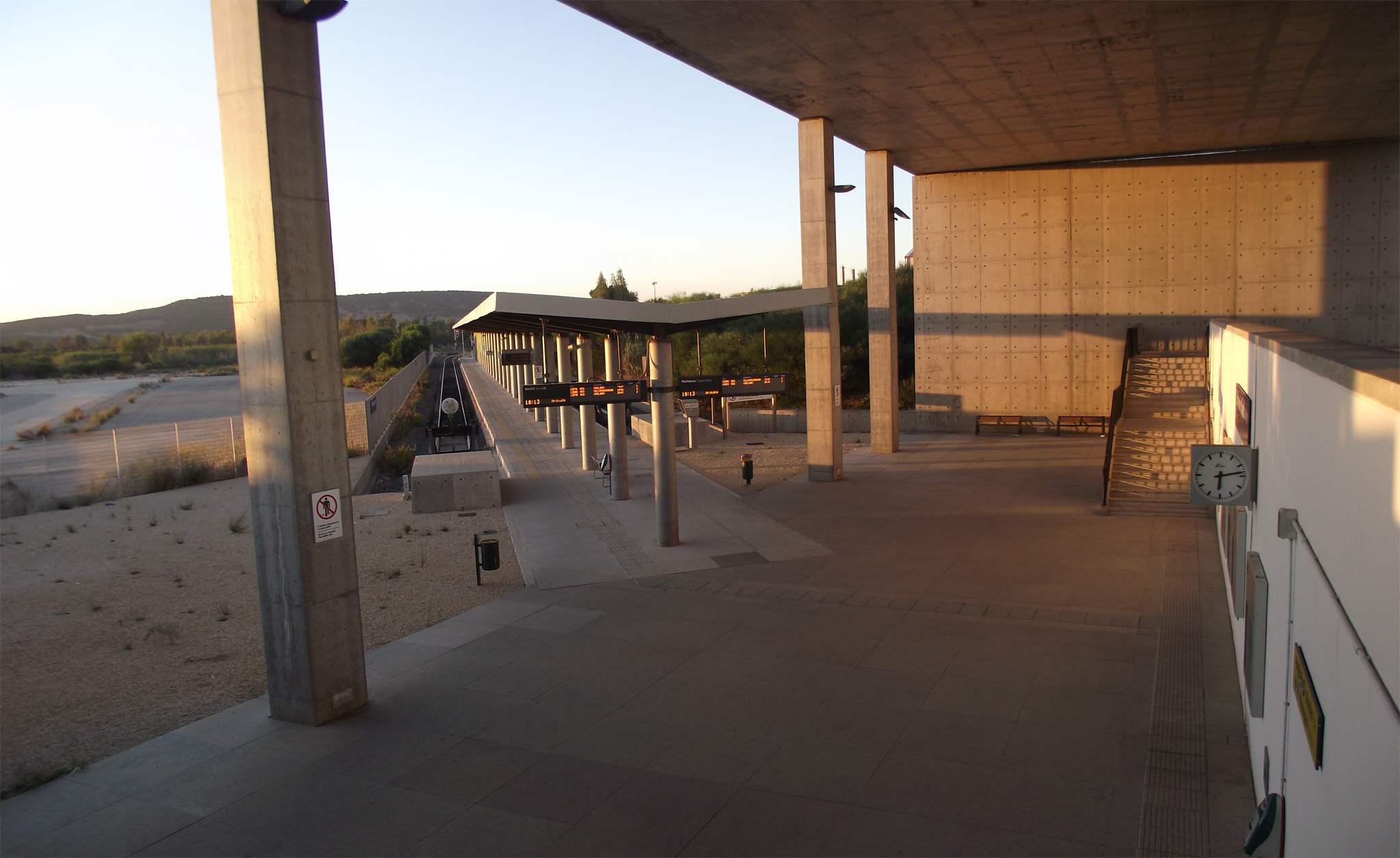
Il capolinea di Carbonia Serbariu, inaugurato nel 2011. La stazione è uno dei primi esempi di centro intermodale passeggeri in Sardegna, essendo terminal di interscambio tra treni e autobus

La diramazione da Villamassargia per Carbonia, inaugurata nel novembre 1956, piega invece verso sud scorrendo nelle campagne al confine tra i due centri principali del Sulcis-Iglesiente, per poi giungere nella città mineraria. Considerando solo le relazioni dirette, sono necessari dai 43 minuti in su per il percorso Cagliari-Iglesias (dai 46 in su nel verso opposto), mentre per le relazioni dirette Carbonia-Cagliari (e viceversa) il più rapido dei collegamenti impiega 63 minuti (la relazione più rapida in questo caso prevede il trasbordo a Villamassargia, impiegando 58 minuti). L'orario in entrambe le direzioni è cadenzato con treni in partenza ogni ora dai capolinea, con l'aumento di tale frequenza nelle fasce di maggiore affluenza.
La linea dalla fondazione a oggi ha mantenuto pressoché inalterato il suo tracciato; l'unica modifica di rilievo fu il passaggio della tratta da Iglesias a Monteponi alla nuova rete a scartamento ridotto delle Ferrovie Meridionali Sarde nel 1926, oltre come già detto all'apertura della diramazione per Carbonia negli anni 1950. Sempre a proposito di riconversioni, la legge che cessò l'attività ferroviaria delle FMS nel 1974 prevedeva che la tratta da Carbonia a Sant'Antioco fosse trasformata a scartamento ordinario e allacciata alla diramazione FS esistente per Villamassargia; tuttavia questa riconversione non venne mai attuata. Modifiche minori sono legate allo spostamento del capolinea carboniense della Villamassargia-Carbonia dalla stazione di Carbonia Stato a quella di Carbonia Serbariu (aperta nel 2011): l'operazione ha portato all'apertura al traffico passeggeri di 700 metri circa di binari, in passato utilizzati solo per il traffico merci.

#### Il collegamento ferro-marittimo Civitavecchia-Golfo Aranci

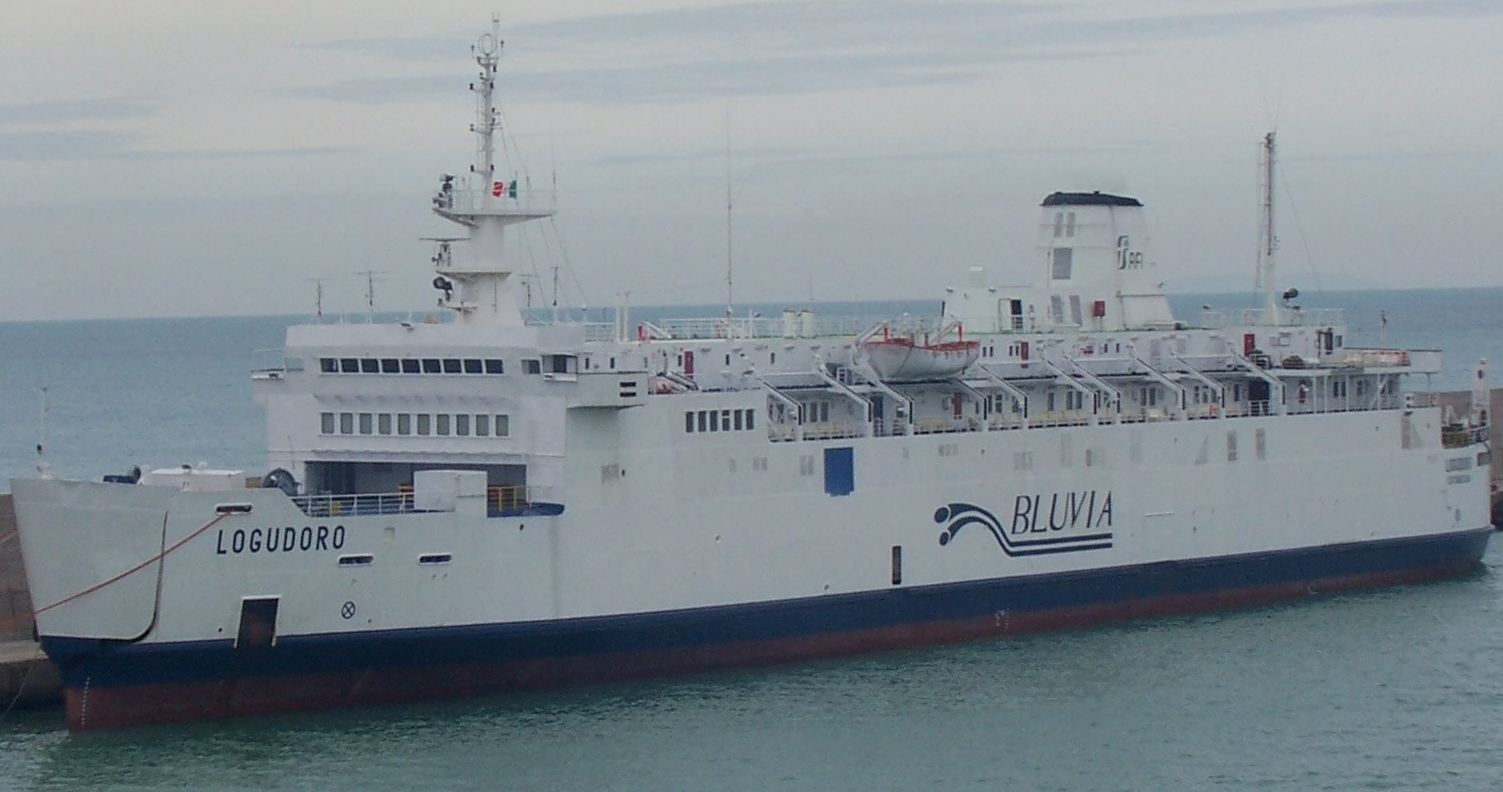
La Logudoro, unica superstite della flotta realizzata per la rotta tra Golfo Aranci e Civitavecchia, operativa in seguito nello Stretto di Messina

Dal 1961 al 2010 il gruppo Ferrovie dello Stato effettuò anche un collegamento con navi traghetto tra i porti di Golfo Aranci e Civitavecchia. Tale collegamento (di 115 miglia nautiche) nacque al fine di garantire un regolare servizio per il trasporto di carri merci, persone e autoveicoli (oltre che di rotabili) tra la Sardegna e l'Italia continentale, prerogative che dagli anni 2000 in poi ha progressivamente perso, arrivando alla dismissione prima del trasporto di persone e auto nella primavera 2001 e poi all'interruzione del servizio regolare di trasporto merci nel 2009.
Dal 2010 il servizio viene infatti effettuato solo su richiesta e in condizioni di sostenibilità economica; inoltre la chiusura degli impianti ferroviari nel porto di Civitavecchia in quello stesso anno ha portato allo spostamento della rotta dal centro laziale a Messina, distante 333 miglia nautiche. A queste variazioni al servizio è seguito un crollo del traffico merci, passando dai circa 16 000 carri trasportati nel 2007 ai 3 261 del 2008 (anno in cui si manifestò il tentativo di interruzione dell'esercizio regolare), ai 253 del 2009, sino ai 48 del 2010 e ai 34 del 2011.

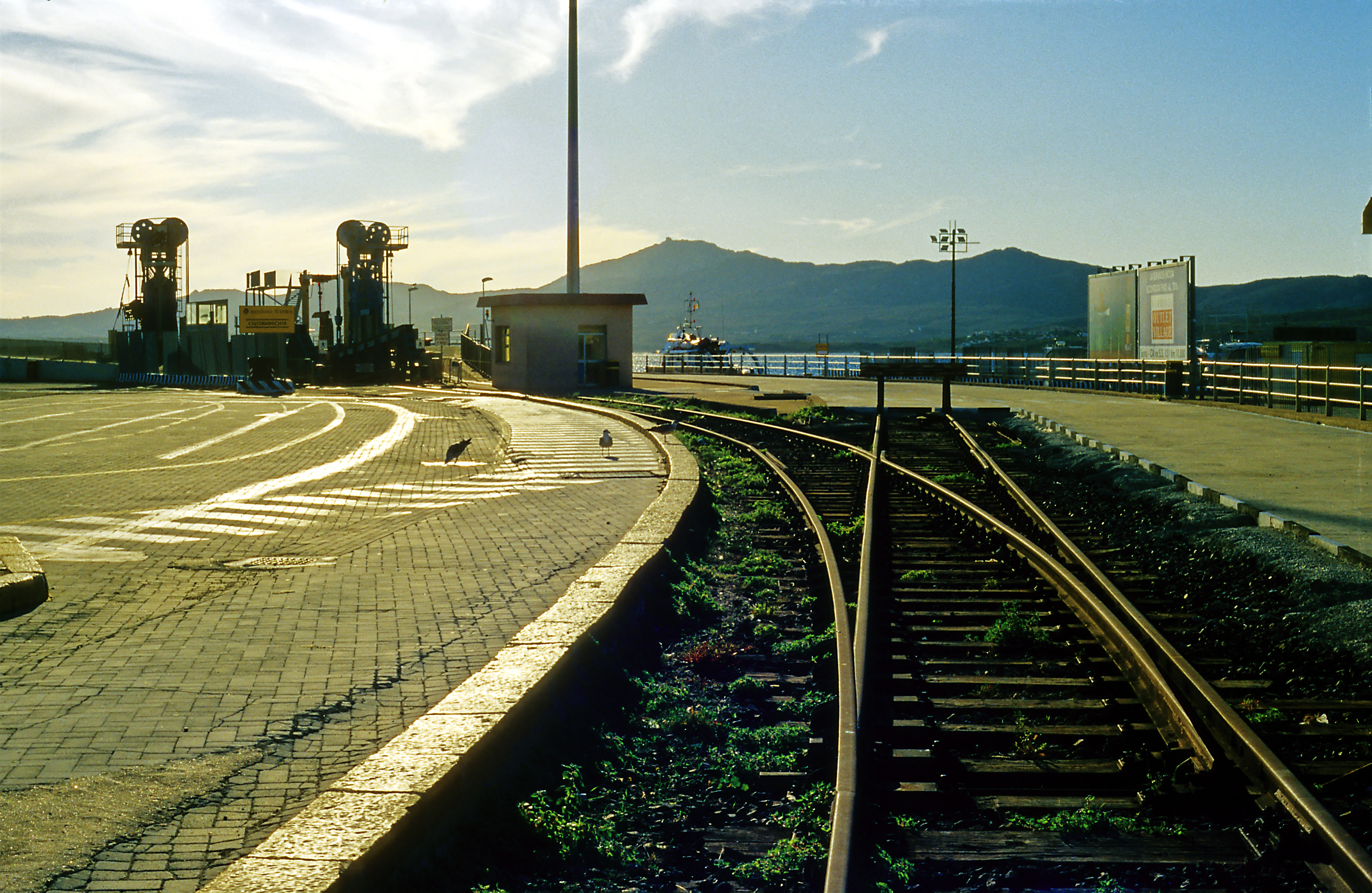
Una delle invasature realizzate nel porto di Golfo Aranci per le navi FS

In precedenza, negli anni 1970 e nei primi anni 1980, la media si assestava invece sui 50 000 carri e più di 400 000 passeggeri trasportati all'anno, e a metà anni 1990 si toccarono punte di quasi 65 000 carri movimentati, valore poi man mano sceso ai dati precedenti all'interruzione del servizio regolare. Tale calo, secondo la Regione, fu dovuto non alla mancanza di domanda di trasporto ma alla progressiva dismissione delle navi operative sulla rotta, che portò a ridurre la capacità di carico del 65% nel giro di un decennio.
Sei furono le navi costruite appositamente per il servizio sulla rotta (altre furono prelevate all'occorrenza dallo stretto di Messina), strutturate con ponti binari per ospitare carri e rotabili in genere e, nella maggior parte dei casi, attrezzate per il trasporto di passeggeri e veicoli su gomma. In ordine di entrata in servizio si tratta dei traghetti Tyrsus, Hermaea, Gennargentu, Gallura, Garibaldi (solo per trasporto merci) e Logudoro: salvo quest'ultimo, tutti gli altri sono stati demoliti nel corso degli anni.

#### Mezzi in servizio
Con riferimento al 1º gennaio 2024 risultano a disposizione della direzione regionale di Trenitalia 46 complessi diesel, di cui:

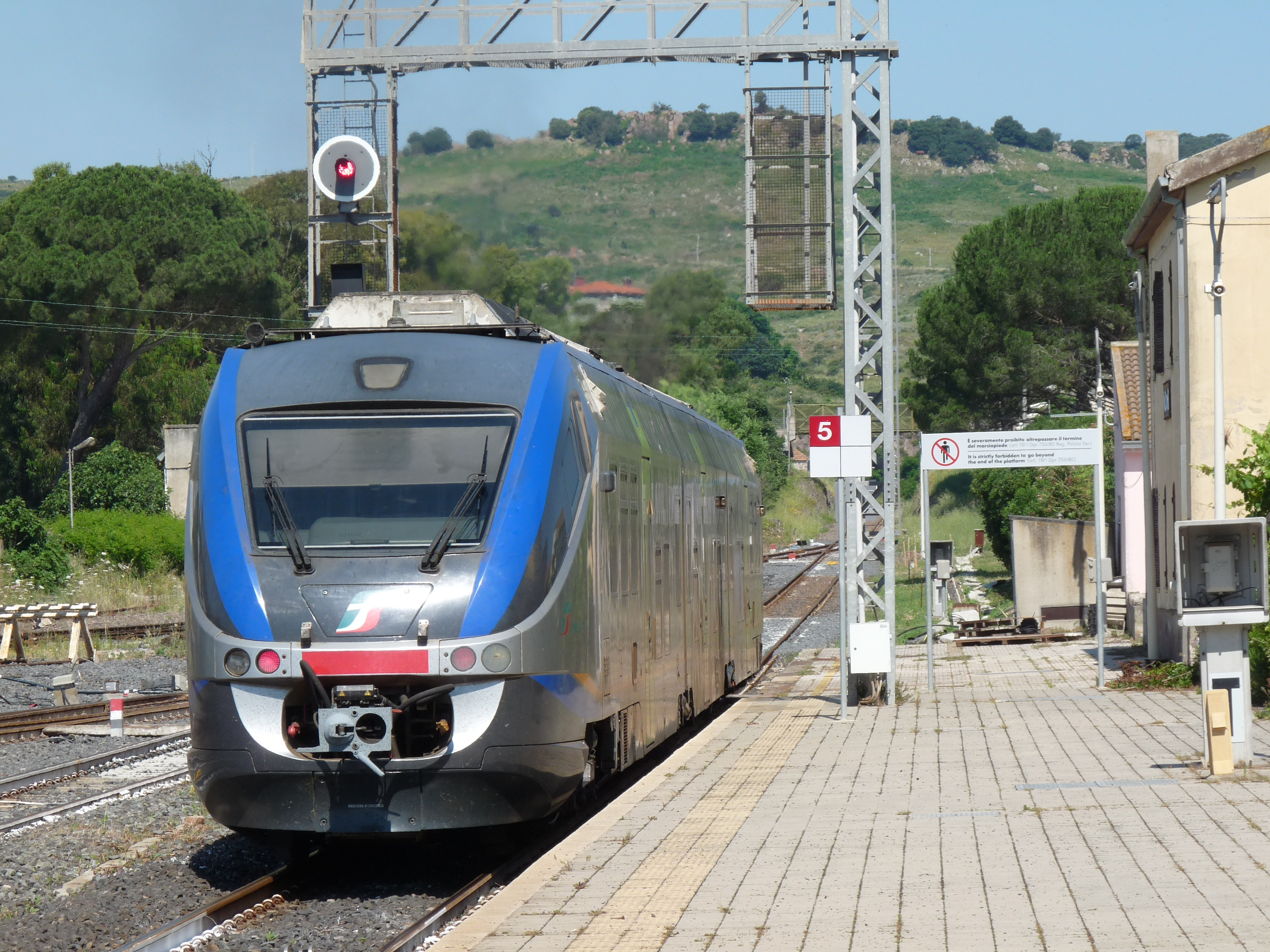
Minuetto diesel a Macomer

- 10 HTR 412 "Blues" (a cui se ne sono aggiunte ulteriori due unità nel corso del 2024[106]);
- 10 ATR 220 Tr "Swing"[107][108];
- 26 unità tra autotreni ATR 365 (di proprietà della Regione Autonoma della Sardegna[109]), complessi ALn501-Ln220-ALn502 "Minuetto" e automotrici ALn 663 e ALn 668 serie 3100.[110]

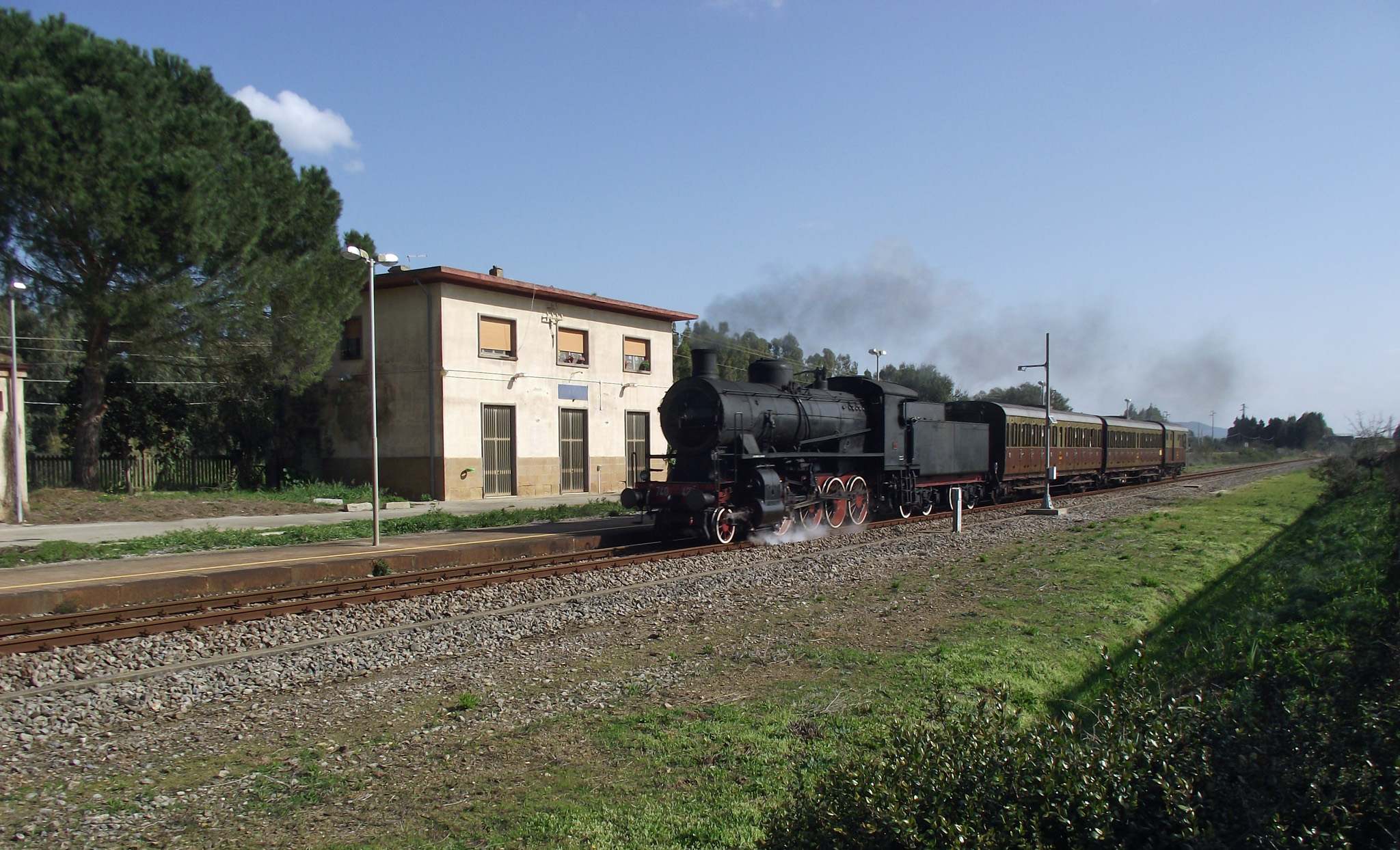
Convoglio storico con in testa la 740-423 in transito a Cixerri

##### Materiale storico
Con riferimento al 2022, risulta a disposizione dell'Associazione Sarda Treni Storici "Sardegnavapore" il seguente materiale storico di proprietà di Fondazione FS Italiane:
- locomotiva a vapore 740-423;[112]
- locomotiva FS D.443.2002;
- 3 carrozze di tipo "Terrazzini" serie 46000 (1 di prima classe + 2 miste di prima e di seconda classe);[113]
- 1 carrozza "Bagagliaio" serie DI 92000 tipo 1931R;[114]
- 1 carrozza "Bagagliaio" serie Ulz 1400 tipo 1949.[114]

### Rete a scartamento ridotto
La rete a scartamento ridotto, nata per raggiungere le zone non attraversate dalla rete principale, dal 1974 è formata da tre tronchi non interconnessi tra loro. Ogni tronco viene gestito da una diversa sede territoriale ferroviaria dell'ARST, a loro volta rispondenti a due direttori di esercizio (uno per Cagliari e uno in comune tra Macomer e Sassari).

#### Sede ferroviaria territoriale di Cagliari/Monserrato: Cagliari-Isili

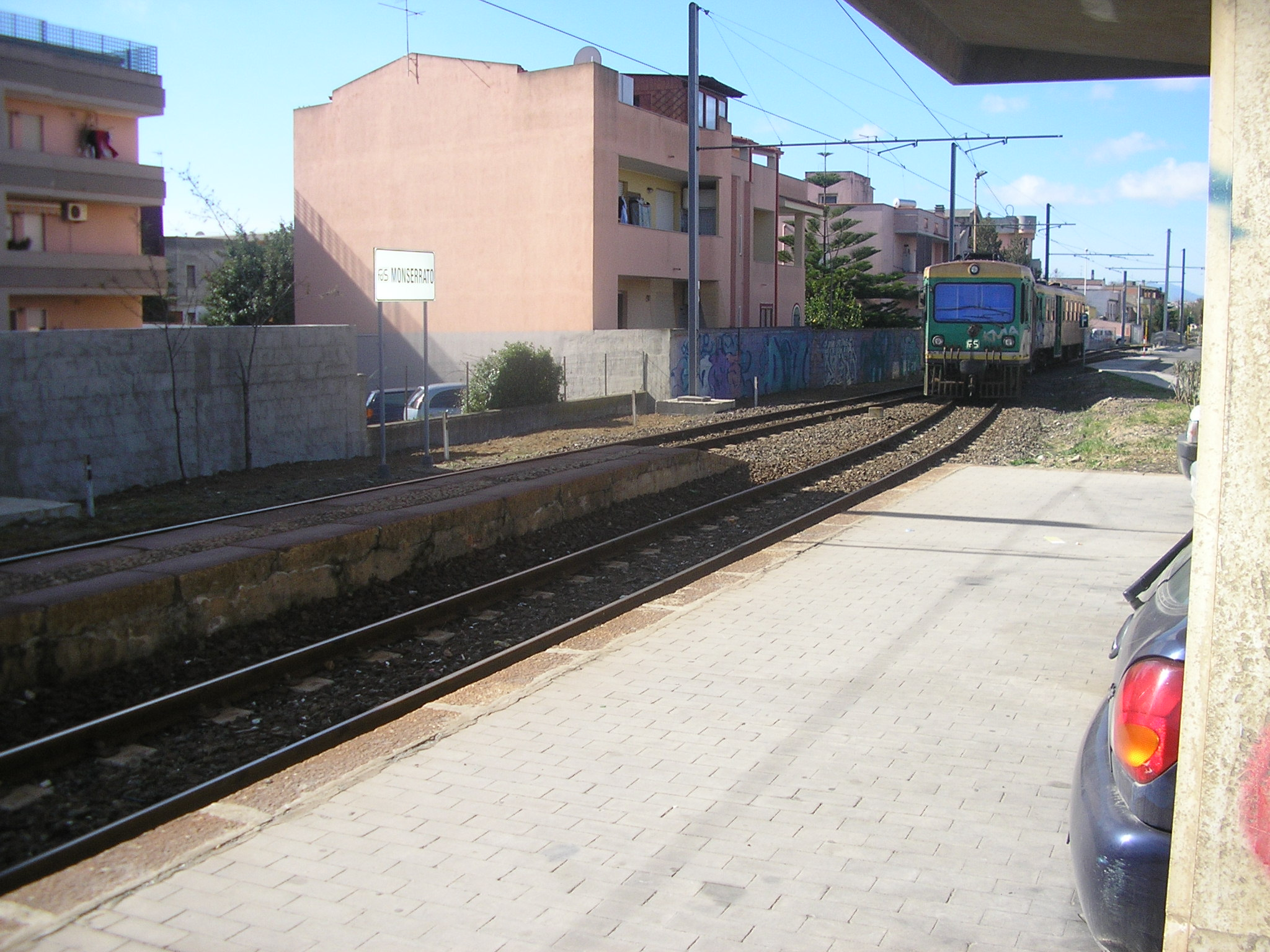
Treno composto da due automotrici ADe serie 90 in arrivo alla stazione di Monserrato

La sede ferroviaria territoriale di Cagliari, situata nella vicina Monserrato, gestisce la tratta che da questo comune arriva a Isili, più le due ferrovie turistiche da Isili a Sorgono e da Mandas al porto di Arbatax.
Aperta al traffico nel 1888, la linea per Isili aveva inizio in origine da Cagliari nella stazione delle allora Ferrovie Secondarie della Sardegna di viale Bonaria, per poi attraversare la zona nord-est della città e salire verso Pirri e Monserrato. Da qui il tracciato prosegue verso nord in direzione di Settimo San Pietro e Dolianova, per poi farsi più tortuoso man mano che prosegue la sua salita verso i comuni di Donori e Barrali. La linea continua a inerpicarsi nel cuore dell'isola in direzione nord, giungendo infine allo scalo di Mandas, nei cui pressi si biforca. Seguendo la diramazione est si va verso Arbatax: tale ramo dal 1997 è attivo solo per il servizio turistico, mentre i treni ordinari proseguono verso Isili, che dal 1997 è il capolinea del servizio ferroviario di trasporto pubblico. Infatti anche la ferrovia che da Isili prosegue verso Sorgono è da quell'anno utilizzata esclusivamente come linea turistica.

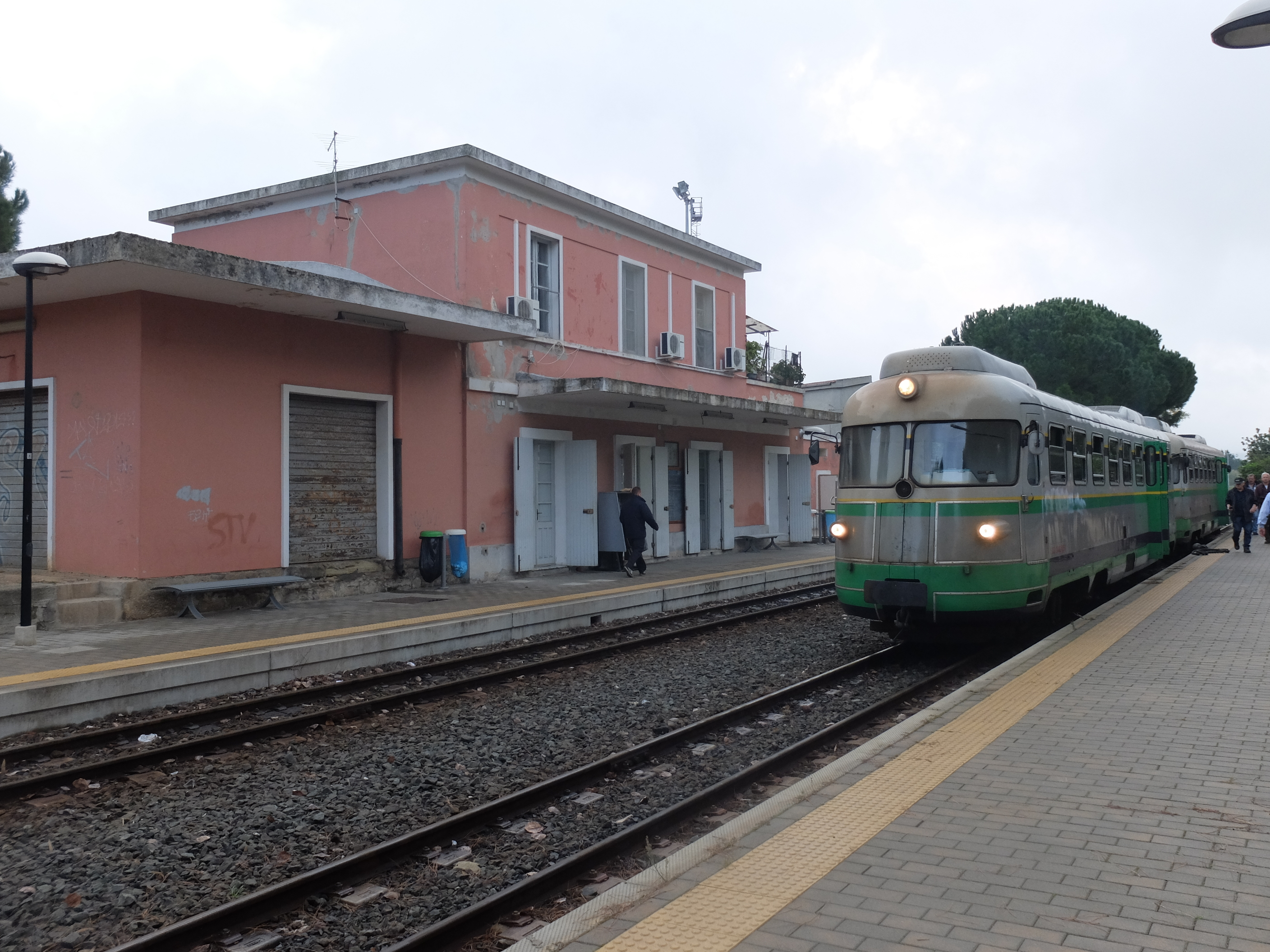
Automotrice ADe in sosta nello scalo di Dolianova

Lo sviluppo delle rete ha presentato alcune modifiche nel tracciato: infatti nell'immediato dopoguerra furono realizzate 18 varianti lungo il percorso della Cagliari - Isili. In seguito, a metà degli anni 1990, furono realizzate nuove varianti tra Settimo San Pietro e Senorbì per rettificare tratti particolarmente tortuosi. Anche nel tracciato cittadino di Cagliari si sono verificate delle variazioni, con vari spostamenti del capolinea: nel 1968 infatti la stazione di viale Bonaria venne chiusa e in seguito demolita, e la ferrovia si attestò a circa un chilometro di distanza in piazza Repubblica. Allo stesso tempo i depositi dei mezzi furono trasferiti nella nuova e vicina stazione di Monserrato.
Un nuovo spostamento fu dettato dai lavori di riconversione dei quasi 7 km di linea tra Cagliari-piazza Repubblica e Monserrato nell'ambito del progetto di tranvia delle allora FdS, avviato nel 2004. Per questo il capolinea della ferrovia per Isili fu fissato in quell'anno nella fermata cagliaritana di largo Gennari, e all'apertura della tranvia, avvenuta nel 2008, è stato spostato nella fermata di Monserrato Gottardo, nell'area della locale stazione ferroviaria, lasciando così i treni a scartamento ridotto al di fuori dei confini comunali del capoluogo. Sempre riguardo alla tranvia cagliaritana, da segnalare come il tratto tra Monserrato Gottardo e la stazione di Settimo San Pietro sia dal 2015 utilizzabile sia dai treni sia dai tram di Metrocagliari tramite un sistema di tram-treno che permette l'impiego di questa parte di linea da parte dei due servizi in maniera alternata.

#### Sede ferroviaria territoriale di Macomer: Macomer-Nuoro

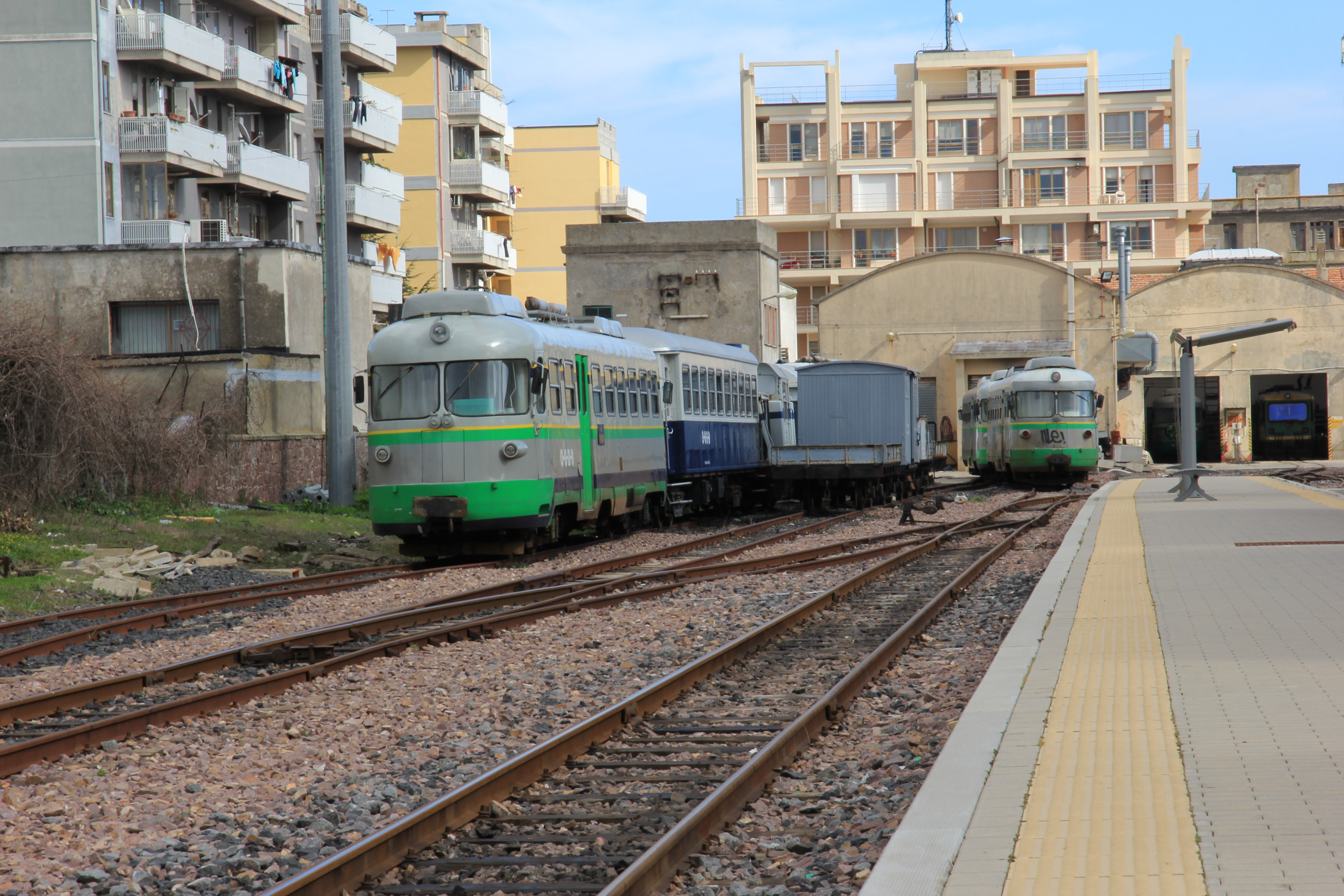
Automotrici ADe in sosta nella stazione ARST di Macomer, una delle tre sedi ferroviarie territoriali della società

La sede territoriale di Macomer controlla la linea ordinaria che da Macomer porta a Nuoro e quella turistica da Macomer verso Bosa Marina.
La linea per Nuoro fu inaugurata nel 1889, ma la prima parte di ferrovia, tra Macomer e la stazione di Tirso, fu aperta al traffico già l'anno prima. Partendo da Nuoro, la linea (lunga dalla seconda metà degli anni 1990 58 km) procede con un andamento piuttosto rettilineo verso ovest, raggiungendo tra gli altri gli scali di Prato Sardo (zona industriale della città nuorese), Iscra, Tirso (dove si innestava una linea verso Chilivani), e Bortigali. I binari proseguono sempre in direzione ovest verso Birori, ultima fermata prima della stazione ARST di Macomer, posta di fronte a quella FS, a cui è stata a lungo collegata tramite un breve raccordo. La linea è stata oggetto di alcuni importanti lavori sia nel dopoguerra sia a metà degli anni 1990, che in entrambe le occasioni ne hanno modificato il tracciato originario.

#### Sede ferroviaria territoriale di Sassari: linee per Alghero e Sorso
Sono due le linee passeggeri gestite dalla sede ferroviaria di Sassari, colleganti il capoluogo provinciale con Alghero e Sorso. A questa sede spetta inoltre la gestione del servizio turistico sulla linea Sassari-Tempio-Palau Marina.

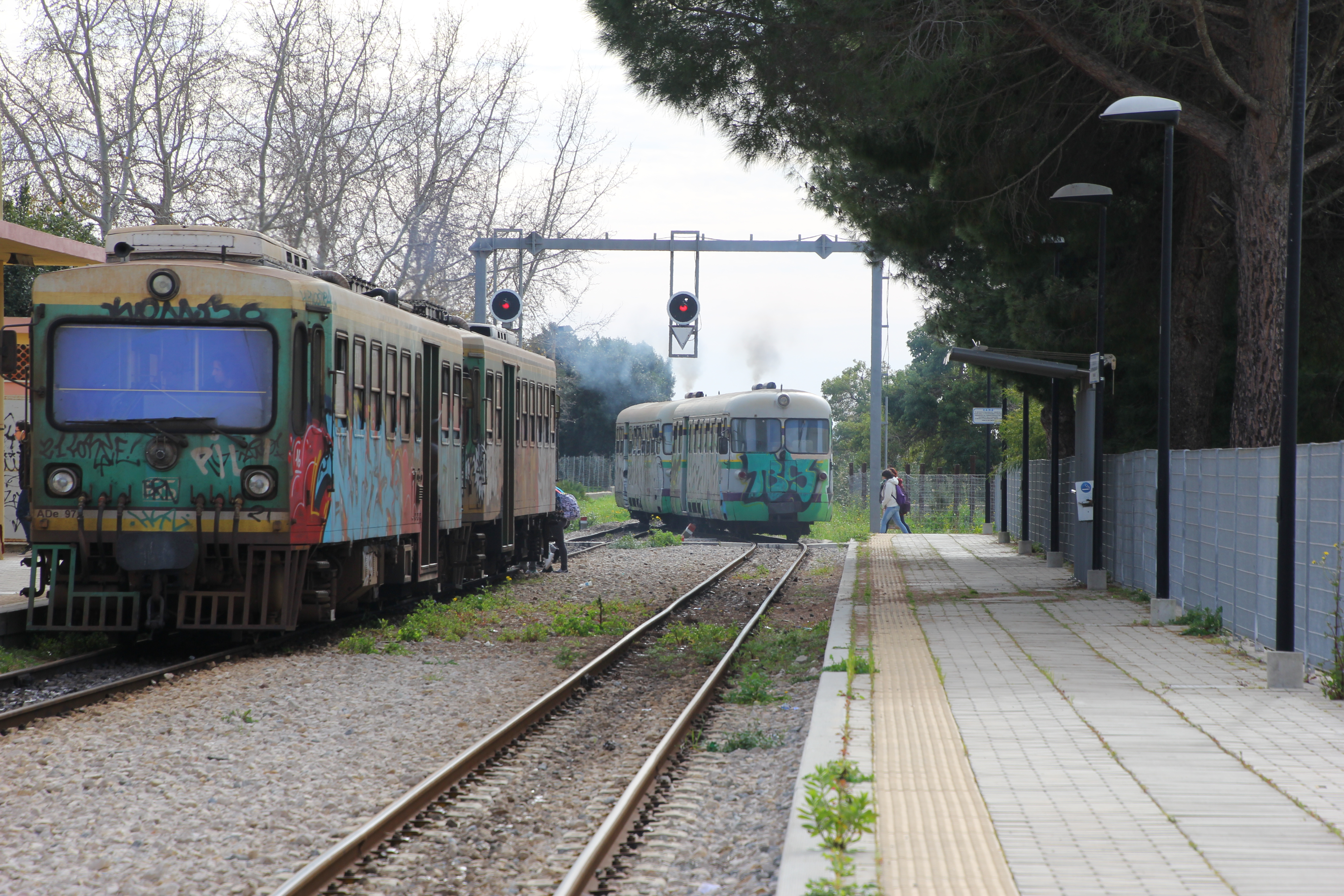
Convogli ARST in fase di incrocio nella stazione di Olmedo, sulla Sassari-Alghero

L'inaugurazione della Sassari-Alghero, costruita dalle Strade Ferrate Secondarie della Sardegna, risale al 1º marzo 1889, e la ferrovia misura dalla seconda metà degli anni 1990 circa 30 km. Partendo dalla stazione di Sassari, la linea procede verso sud e nei pressi della fermata di Sassari Santa Maria piega verso ovest, per poi proseguire in direzione sud-est con un lungo rettilineo. Attraversata Olmedo, la ferrovia termina nella stazione Sant'Agostino di Alghero. Sino al 1988 il capolinea era situato nel porto di Alghero, ma per motivi di urbanistica e di traffico il tratto dalla stazione di Sant'Agostino a quella del porto (con in mezzo la fermata di San Giovanni) venne smantellato. Il tracciato della ferrovia ha subito alcuni cambiamenti nel dopoguerra e a metà degli anni 1990, con la realizzazione di alcune varianti nella sua parte centrale.
La linea verso Sorso, aperta al traffico nel 1930, è la più breve tra quelle attive al 2022 in Sardegna (10 km).

#### Linee turistiche

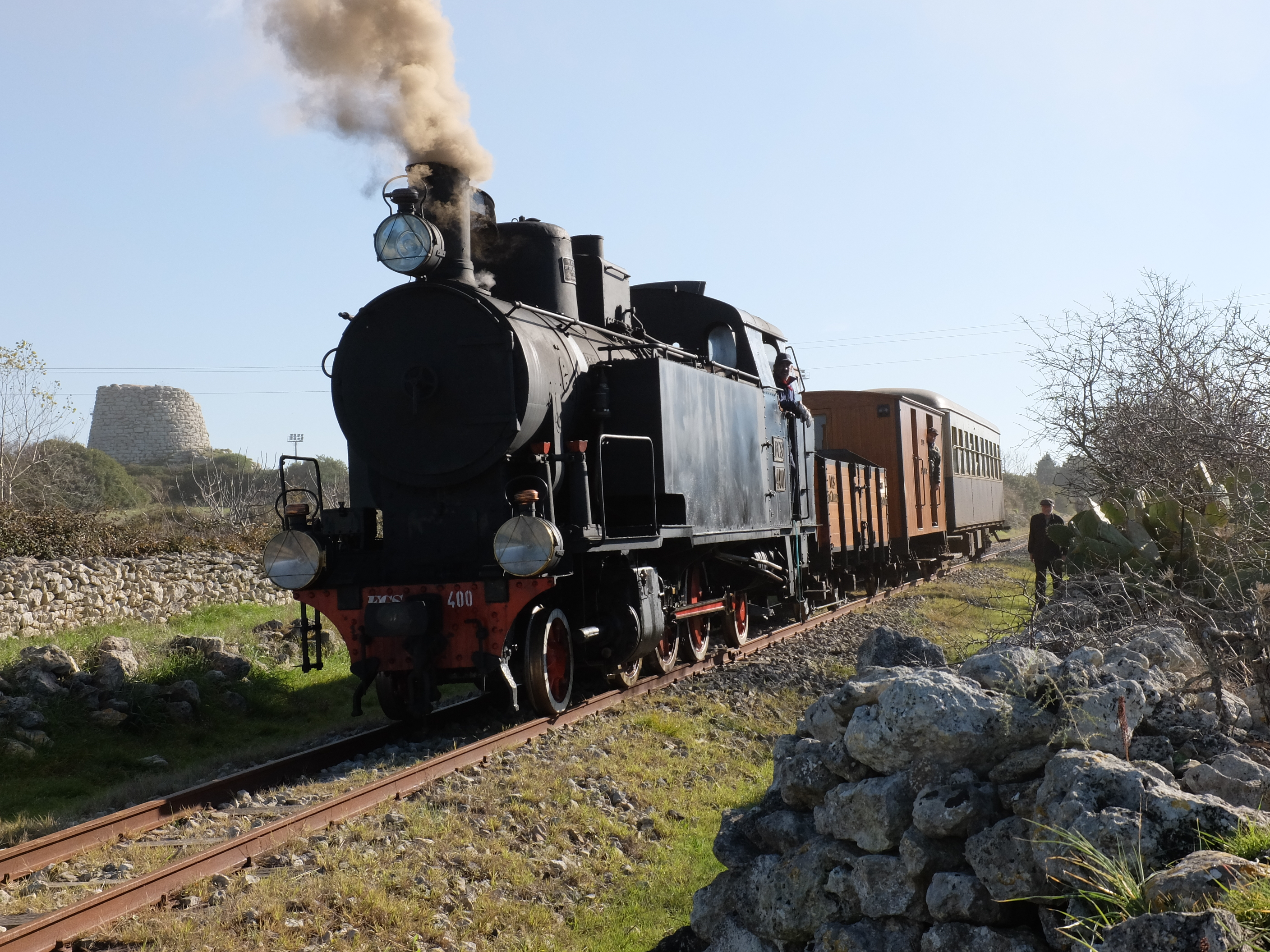
Treno con in testa una locomotiva a vapore gruppo 400 dinanzi al nuraghe Is Paras, nel tratto iniziale della Isili-Sorgono

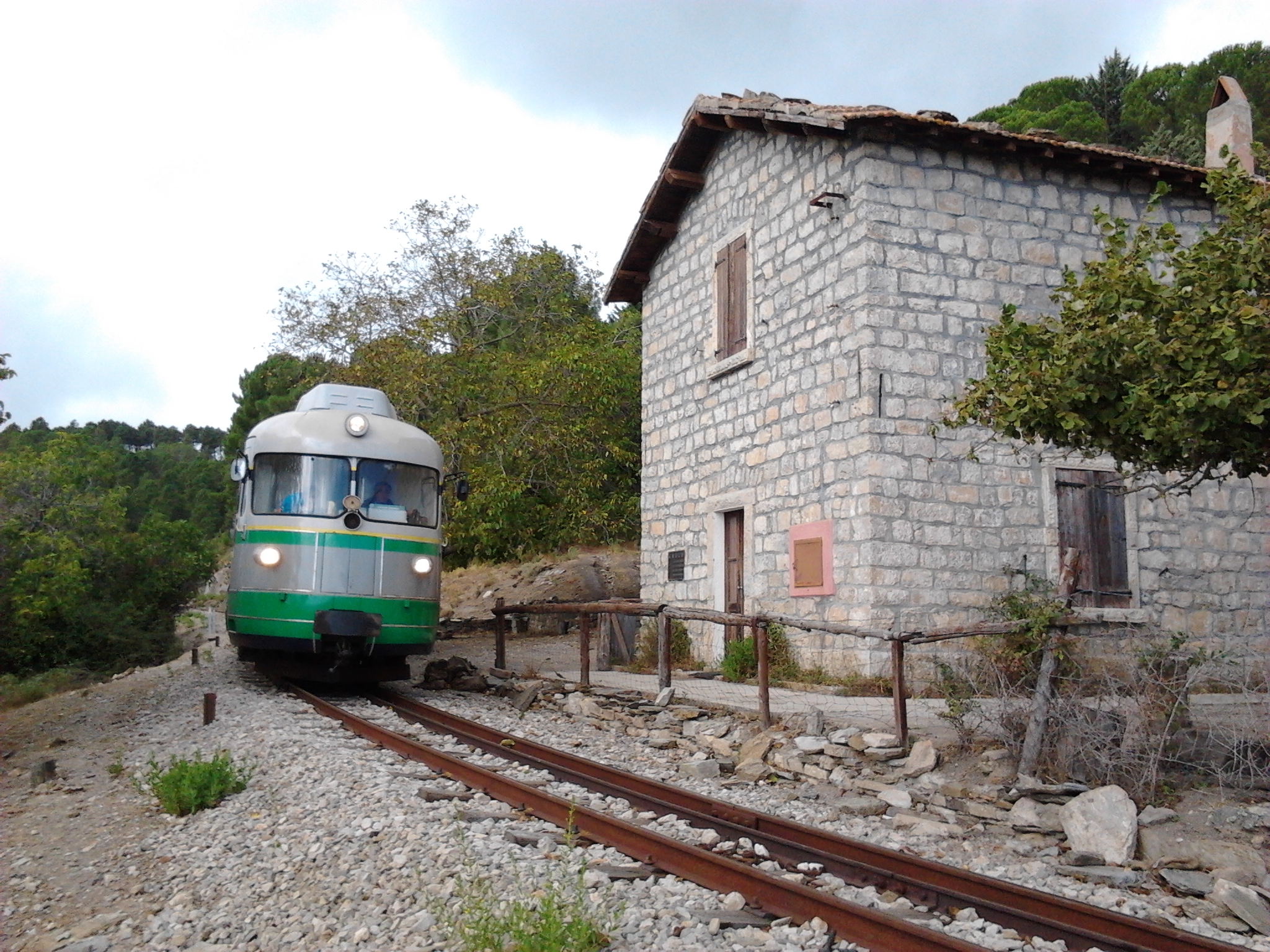
ADe in sosta presso la caratteristica fermata di Anulu, lungo la Mandas-Arbatax

L'ARST svolge anche un servizio turistico, denominato Trenino Verde, su alcune tratte chiuse al traffico ordinario nel 1997. Questo servizio è attivo in determinati periodi dell'anno, in particolar modo d'estate e occasionalmente in primavera, autunno e in alcuni giorni festivi. È tuttavia possibile noleggiare durante tutto l'anno un convoglio da parte delle comitive di turisti, con la possibilità di personalizzare il viaggio (composizione del treno, lunghezza del tragitto e fermate da effettuare). In alcuni viaggi si utilizza materiale ferroviario d'epoca restaurato (comprese alcune locomotive a vapore), cosa che non è però possibile nel periodo estivo a causa della legislazione regionale in materia di prevenzione degli incendi.
- Isili-Sorgono: la linea che da Isili porta a Sorgono (83 km) nacque come proseguimento della Cagliari-Isili e fu aperta al traffico nel 1889. Lasciata Isili, la linea sale verso nord costeggiando il lago artificiale di Is Baroccus e arrivando alla stazione campestre di Sarcidano, dove un tempo si diramava la linea per Villacidro e Ales. Proseguendo a nord verso il Mandrolisai la linea raggiunge, con un tracciato piuttosto tormentato, i centri di Nurallao e Laconi, per poi salire verso nord est in direzione di Belvì e Aritzo. Il percorso si fa man mano più tortuoso e prosegue verso ovest, per poi ripuntare verso nord raggiungendo la stazione di Sorgono.
- Mandas-Arbatax: la più lunga tra le ferrovie turistiche d'Italia[127] (159 km), venne realizzata tra il 1893 e il 1894.

Partendo dalla stazione di Mandas, lungo la Cagliari-Isili, i treni per Arbatax prendono la diramazione est della ferrovia proseguendo verso Orroli, dove la linea risale verso nord-ovest in direzione di Nurri e Villanova Tulo. Costeggiato il lago del Flumendosa, la ferrovia prosegue verso l'interno con un andamento estremamente tormentato, attraversando tra gli altri i territori di Esterzili, Sadali e Seui. Aggirato il monte Arbo si giunge a Gairo, dove sino al 1956 si innestava una breve diramazione per Jerzu.
Lasciato lo scalo di Gairo, la linea sale verso la stazione di Villagrande Strisaili, a poca distanza dal lago alto del Flumendosa, per poi scendere verso sud-est,raggiungendo Arzana. Dagli oltre 800 metri della stazione arzanese la linea inizia qui una costante discesa altimetrica verso il livello del mare. Dopo la galleria elicoidale di Pitzu 'e Cuccu (dove la ferrovia passa sotto se stessa) i treni prendono la direzione nord-ovest verso Lanusei. La linea comincia a farsi man mano meno tortuosa con lo scendere dell'altimetria e l'avvicinarsi alla costa.
Dopo essere risalita verso Elini la ferrovia vira verso nord-est e, dopo un ultimo tratto di curve, raggiunge la pianura attraversando Tortolì e la sua frazione Arbatax, nel cui porto ha termine.
- Macomer-Bosa: inaugurata il 26 dicembre 1888, la linea, lunga 46 km, parte dalla stazione ferroviaria dell'ARST di Macomer. Dopo aver incrociato la linea FS per Chilivani in un caratteristico ponte, il tracciato prosegue verso ovest incrociando più volte gli affluenti del Temo, per poi scendere verso la stazione di Tresnuraghes. Poco dopo aver lasciato l'abitato, la ferrovia riprende a risalire verso nord e, dopo una serie di curve nei pressi della stazione di Modolo, costeggia il mare per poi giungere al capolinea di Bosa Marina.

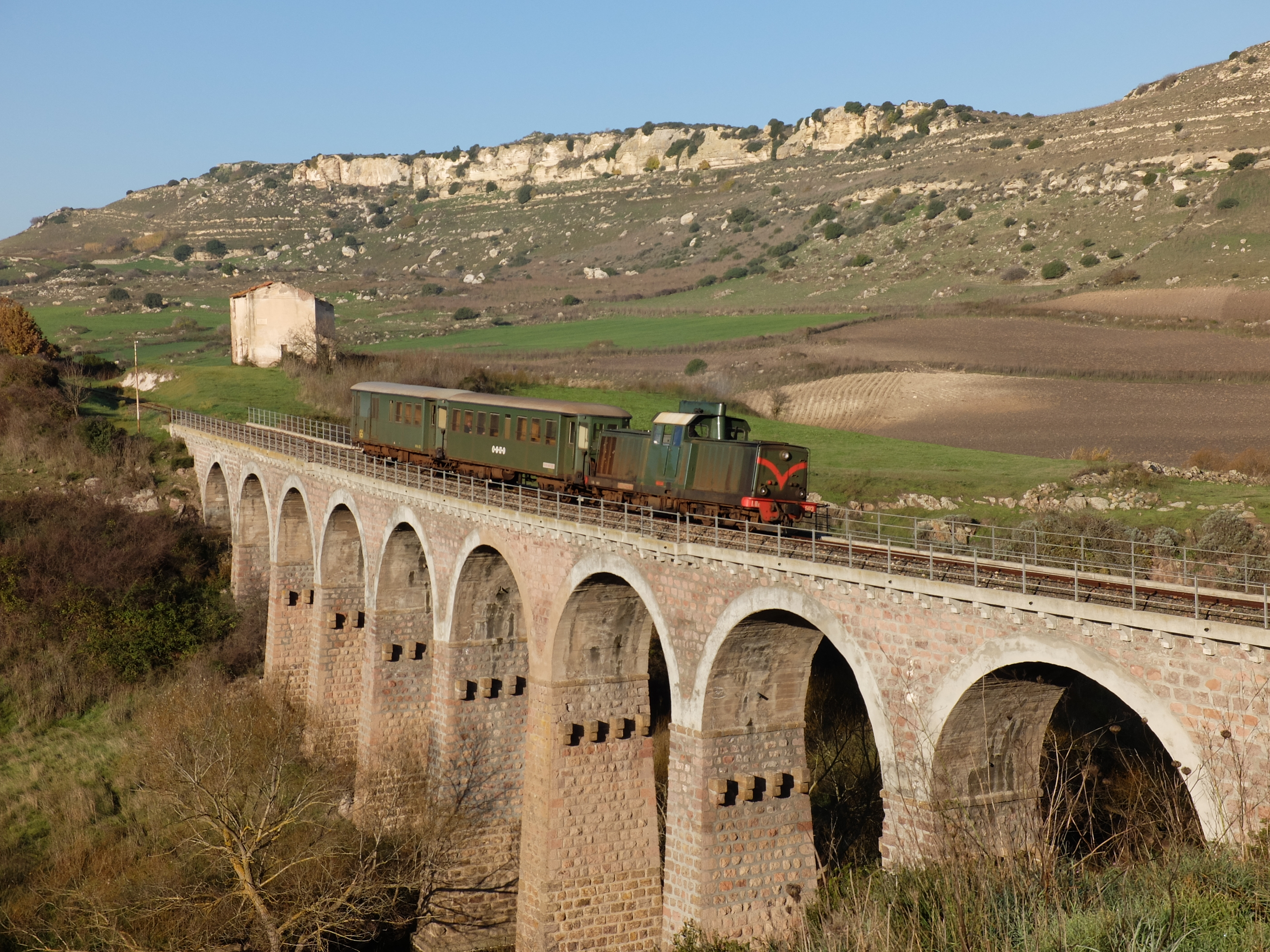
Treno turistico in transito su un viadotto tra Nulvi e Martis, sulla Sassari-Tempio-Palau

Sino al 1981, quando la Macomer-Bosa fu chiusa (riaprì sino a Tresnuraghes nel 1982), questa stazione era la penultima della tratta, che costeggiando il Temo proseguiva sino al centro di Bosa. Alla riapertura della linea al solo traffico turistico, nel 1995, la ferrovia fu arrestata nella frazione marittima di Bosa.
- Sassari-Tempio-Palau: completata nel 1932 ad opera delle Ferrovie Settentrionali Sarde, si estende da Sassari sino al porto di Palau, per complessivi 150 km. Partendo dal capoluogo, la linea si sviluppa verso est nell'Anglona passando per Osilo, da cui comincia a dirigersi verso sud-est raggiungendo la fermata di Fenosu, da cui i binari risalgono verso nord giungendo a Nulvi. La ferrovia prosegue verso nord-est, incrociando il Coghinas e i suoi affluenti e raggiungendo la Gallura. Attraversati alcuni centri e parecchie gallerie (tra cui quella elicoidale nei pressi della stazione di Bortigiadas), il binario giunge a Tempio Pausania e in seguito supera Luras, da cui un tempo si diramava la vecchia ferrovia per Monti.

Raggiunti gli abitati di Calangianus e Sant'Antonio di Gallura, la linea prosegue verso la Costa Smeralda passando per Arzachena, ultimo centro raggiunto prima delle due stazioni di Palau. Dopo aver lasciato la stazione centrale di Palau, grazie a uno scambio ad asta di manovra i treni giungono infine al capolinea nella stazione di Palau Marina, proprio di fronte al porto.

#### Mezzi in servizio

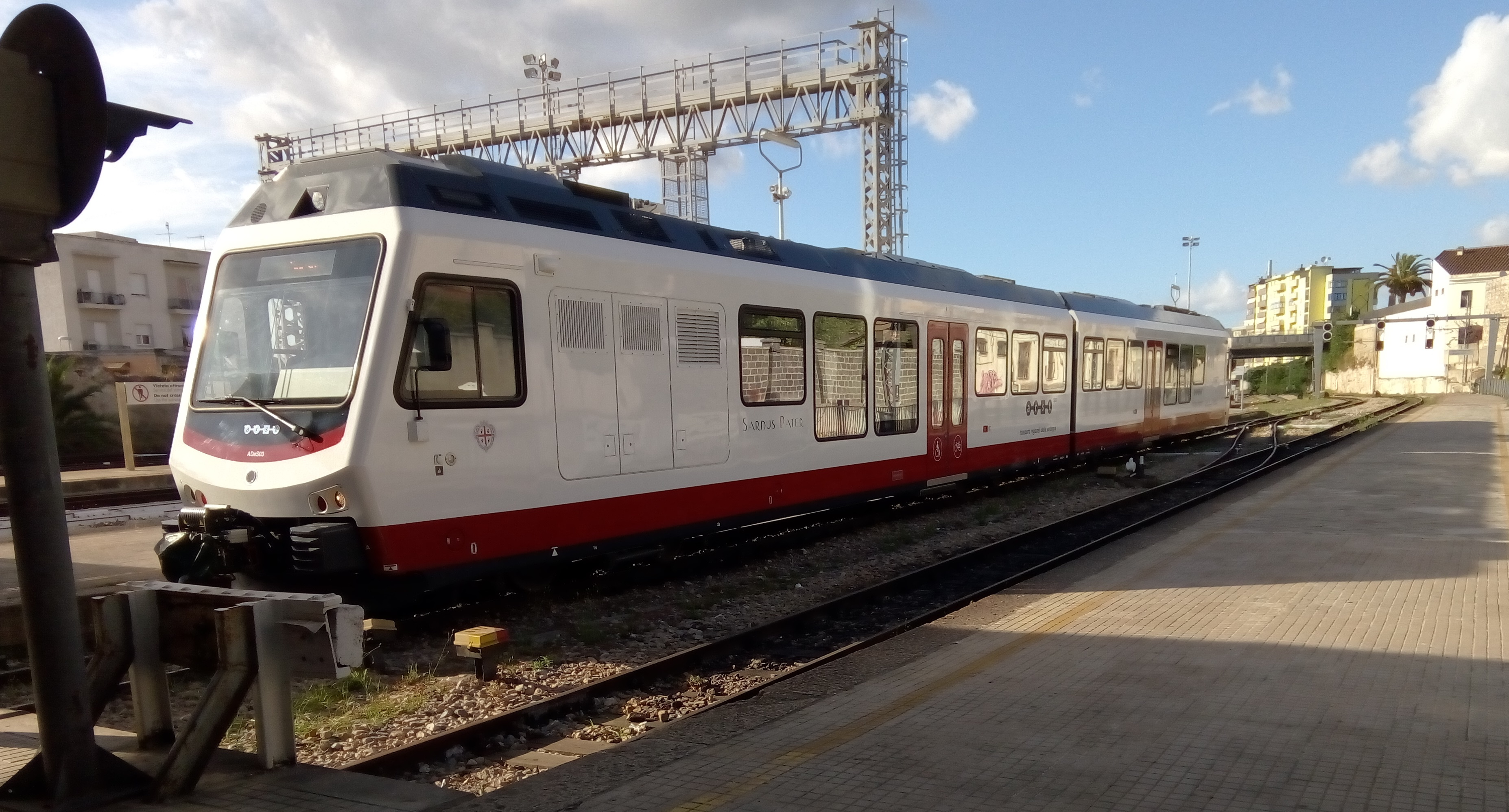
Convogli ADeS dell'ARST, in servizio dal 2016

- 14 automotrici ADe e una rimorchiata pilota RPe (Fiat/Stanga/TIBB) 1957 - 1960;
- 7 automotrici ADm e 4 rimorchiate pilota RPm (Fiat/Stanga) 1957;
- 7 automotrici ADe serie 90 e 4 rimorchiate pilota RPe (Breda/ABB) 1995;
- 9 automotrici AdeS (Stadler Rail) 2014-2017;
- 11 locomotive LDe (Breda/TIBB) 1959-1960;
- 13 carrozze V2D 1930;[128]
- 9 carrozze C e AC (Breda) 1920.[129]

(dati al 4 ottobre 2019)
In aggiunta a questi veicoli, nel 2019 sono stati ordinati a Stadler Rail 15 convogli diesel-elettrici reversibili a 2 carrozze, destinati a entrare in servizio nelle tratte gestite dalla sede ferroviaria di Monserrato, i cui primi esemplari risultavano in fase di collaudo nel 2022.

## Linee soppresse
Varie le linee che dal secondo dopoguerra in poi hanno chiuso i battenti e sono state in seguito smantellate, nella quasi totalità dei casi per via della scelta di convertire i servizi al trasporto su gomma, ritenuto più economico.

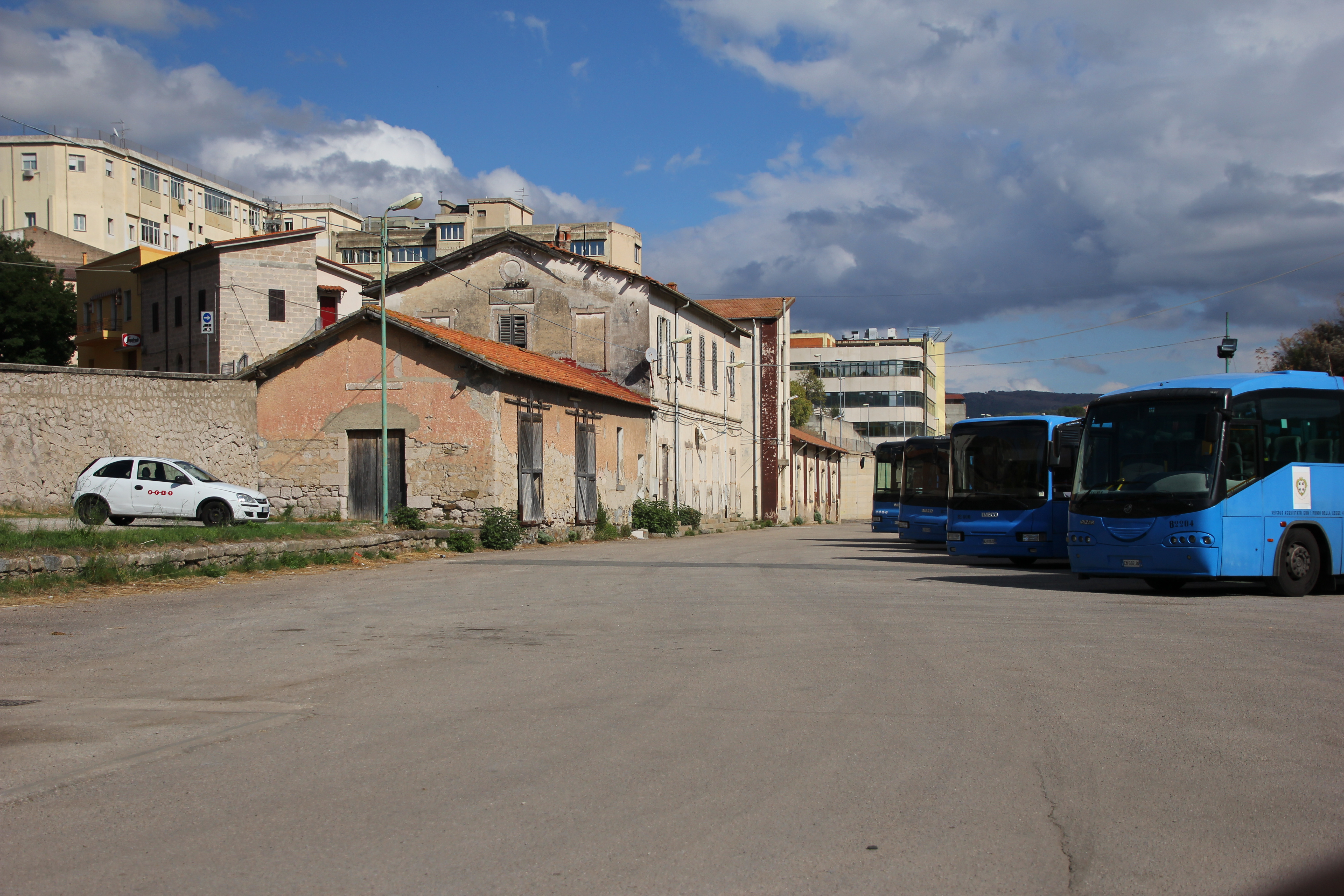
L'ex stazione di Ozieri, uno dei principali scali della dismessa Tirso-Chilivani

I sedimi e le opere infrastrutturali (ponti, gallerie) sono tuttavia ancora presenti e in più di un caso è stata avanzata la proposta di recuperare questi percorsi come piste ciclabili.

### Trasporto pubblico
- Gairo-Jerzu: breve diramazione (9 km) della Mandas-Arbatax, attiva tra il 1893 e il 1956.
- Isili-Villacidro: inaugurata il 21 giugno 1915 dalle allora Ferrovie Complementari della Sardegna, collegava il Sarcidano al Campidano per complessivi 70 km di linea (di cui 5 in comune con la linea per Sorgono). Chiusa il 5 settembre 1956.[138]
- Monti-Tempio: inaugurata il 15 febbraio 1888, collegava la Gallura e il Limbara allo scalo FS di Monti-Telti. Lunga 40 km, fu chiusa da Monti a Luras il 21 luglio 1958 mentre il tronco da Luras a Tempio Pausania è utilizzato dalla ferrovia turistica Sassari-Tempio-Palau.
- San Giovanni Suergiu-Iglesias: linea collegante San Giovanni Suergiu (sulla ferrovia tra Siliqua e Calasetta) a Iglesias, attiva dal 1926 al 1974.
- Siliqua-San Giovanni Suergiu-Calasetta: linea di 80 km collegante Siliqua al basso Sulcis e al porto di Calasetta, attiva dal 1926 al 1974.
- Tirso-Chilivani: lunga 78 km, questa linea congiungeva la stazione di Tirso, lungo la Macomer-Nuoro, allo scalo di Ozieri Chilivani delle FS. Aperta al traffico il 1º aprile 1893, venne chiusa il 31 dicembre 1969.
- Villamar-Ales: diramazione lunga 26 km della Isili-Villacidro, anch'essa attiva dal 1915 al 1956.

### Ferrovie industriali
Lo sviluppo del settore industriale ed estrattivo nell'isola dalla seconda metà dell'Ottocento in poi portò varie società proprietarie degli impianti a dotarsi di linee ferroviarie proprie per le rispettive esigenze di trasporto, in particolar modo per quelle legate all'attività mineraria. Tra le ferrovie costruite si ricordano:

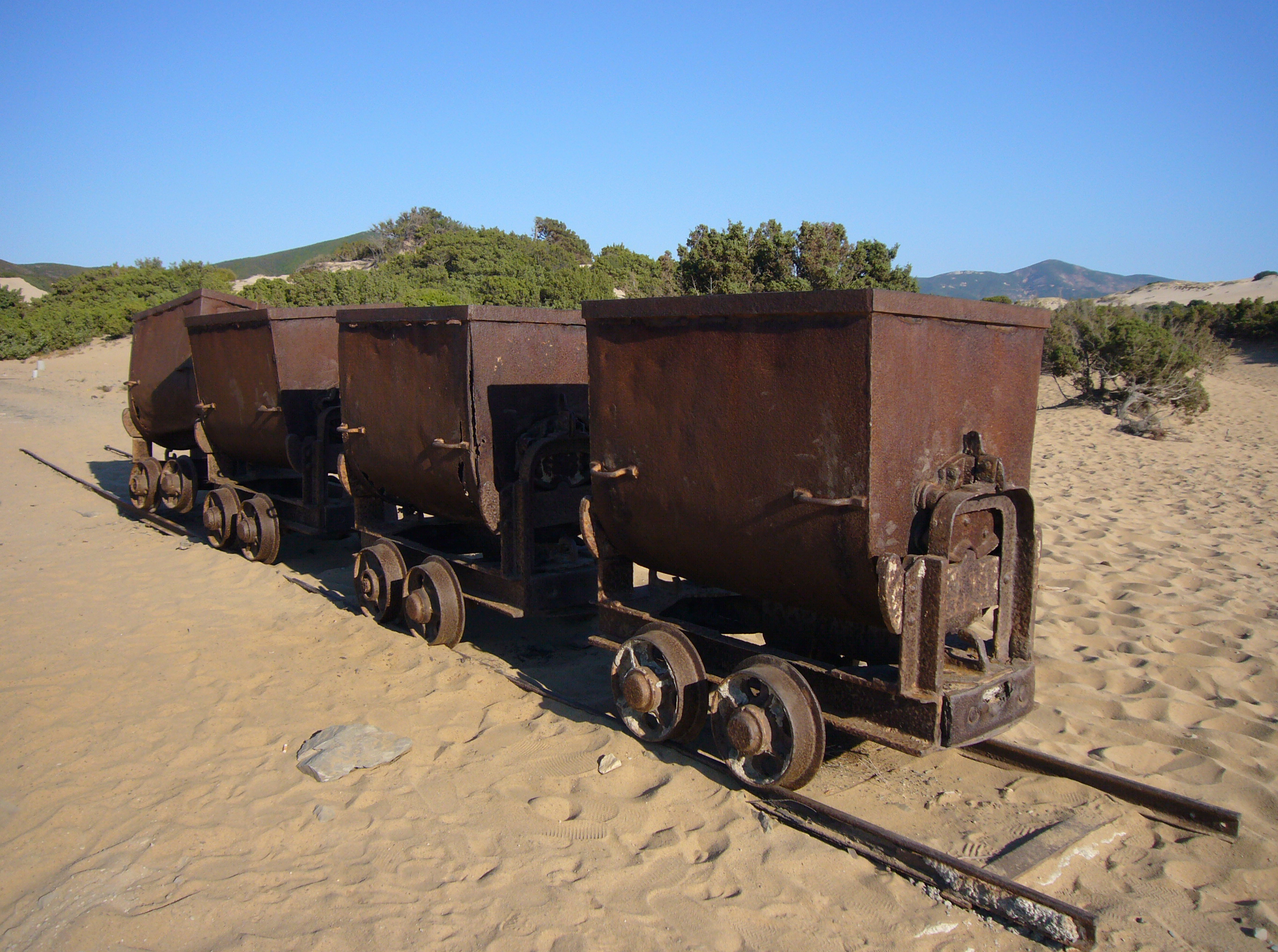
Vagoni per il carico di minerali nella spiaggia di Piscinas, posati su alcuni spezzoni di binario della vecchia ferrovia per Ingurtosu

- Ingurtosu-Piscinas (Arbus): linea di collegamento tra i pozzi minerari di Ingurtosu e la spiaggia di Piscinas ad Arbus, dotata in passato di un molo, attiva tra il 1873[141] e gli anni 1940.[142] Complessivamente si estendeva per circa 7,8[141] km.
- Miniera Acquaresi-Cala Domestica: uno dei primi esempi di ferrovia a trazione elettrica in Italia,[143] collegò tra il 1904[143] e il secondo dopoguerra[144] i cantieri minerari di Acquaresi (a sud di Buggerru) con la spiaggia di Cala Domestica, dotata all'epoca di impianti per l'imbarco nei minerali. La ferrovia aveva uno sviluppo di 4,8 km e adottava uno scartamento da 600 mm.
- Miniera Bacu Abis-Miniera Barbusi-Miniera Serbariu: sistema di linee per complessivi 13,2 km di sviluppo,[145] collegava varie miniere del circondario di Carbonia con la miniera di Serbariu e la rete delle Ferrovie Meridionali Sarde.[145]
- Miniera Malfidano-Buggerru: linea lunga 4,4 km, collegante durante il periodo di attività le miniere di Malfidano e Planu Sartu col centro costiero di Buggerru.

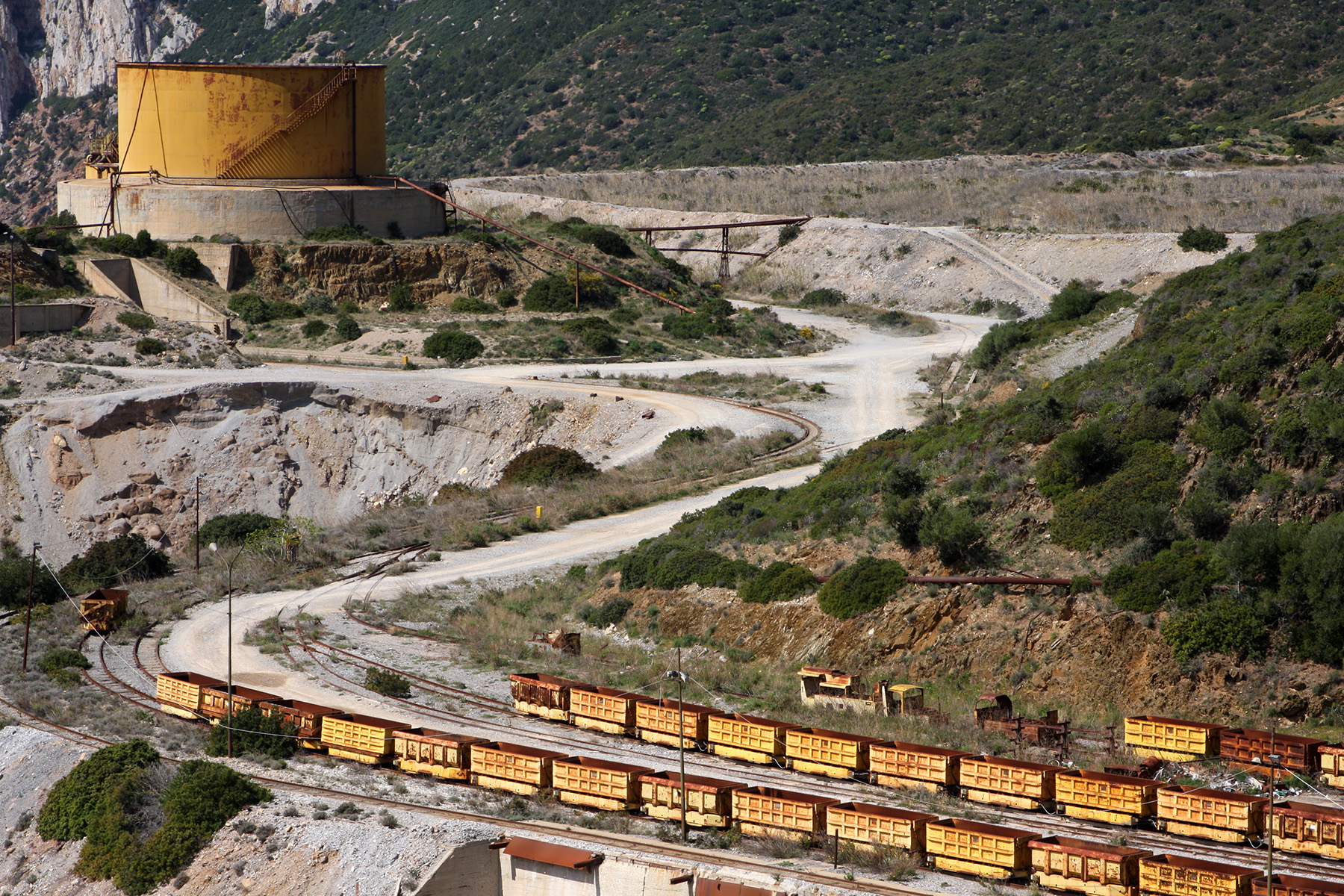
Vagoni ferroviari nello scalo capolinea della ferrovia mineraria di Masua

- Miniera Masua: ferrovia che si sviluppava complessivamente per 9 km[146] interamente in galleria[146] nei pozzi della miniera di Masua. Inizialmente realizzata a scartamento da 600 mm,[146] a metà anni degli 1970 fu riconvertita a scartamento da 950 mm[146] e in tale configurazione fu attiva sino alla chiusura della miniera nel 1991[147].
- Miniera Monte Onixeddu-Miniera Monte Barega: ferrovia di collegamento tra due miniere di piombo[148] successivamente dismesse, lunga circa 3 km,[148] tra Gonnesa e Iglesias.
- Miniera Sa Duchessa: linea che collegava questa miniera nei pressi di Domusnovas alla valle sottostante[145] con uno sviluppo di 2,5 km[145] e una differenza altimetrica tra i capolinea di 322 m[145]
- Miniera San Benedetto-Miniera Malacalzetta: linea di collegamento tra varie miniere a nord di Iglesias, lunga circa 5 km.[145]
- Miniera San Giovanni: ferrovia Decauville[148] collegante i vari pozzi della località mineraria di San Giovanni, nel comune di Iglesias.
- Miniera San Leone-La Maddalena (Capoterra): inaugurata il 20 novembre 1862 dalla Compagnie des Hauts Fourneaux, fu la prima ferrovia attiva nell'isola.[7] Partendo dalla miniera di ferro di San Leone, la ferrovia proseguiva verso il vicino abitato di Capoterra per poi arrivare al capolinea, sito nel molo della frazione di La Maddalena, dove dopo 14,5 km di tragitto[139] il minerale veniva caricato sulle navi.
- Miniera Terras Collu-Miniera Bacu Abis-Miniera Caput Acquas: strada ferrata lunga circa 6 km[148] collegante le miniere carbonifere di Terras Collu, Bacu Abis e Caput Acquas, tra Carbonia e Gonnesa.

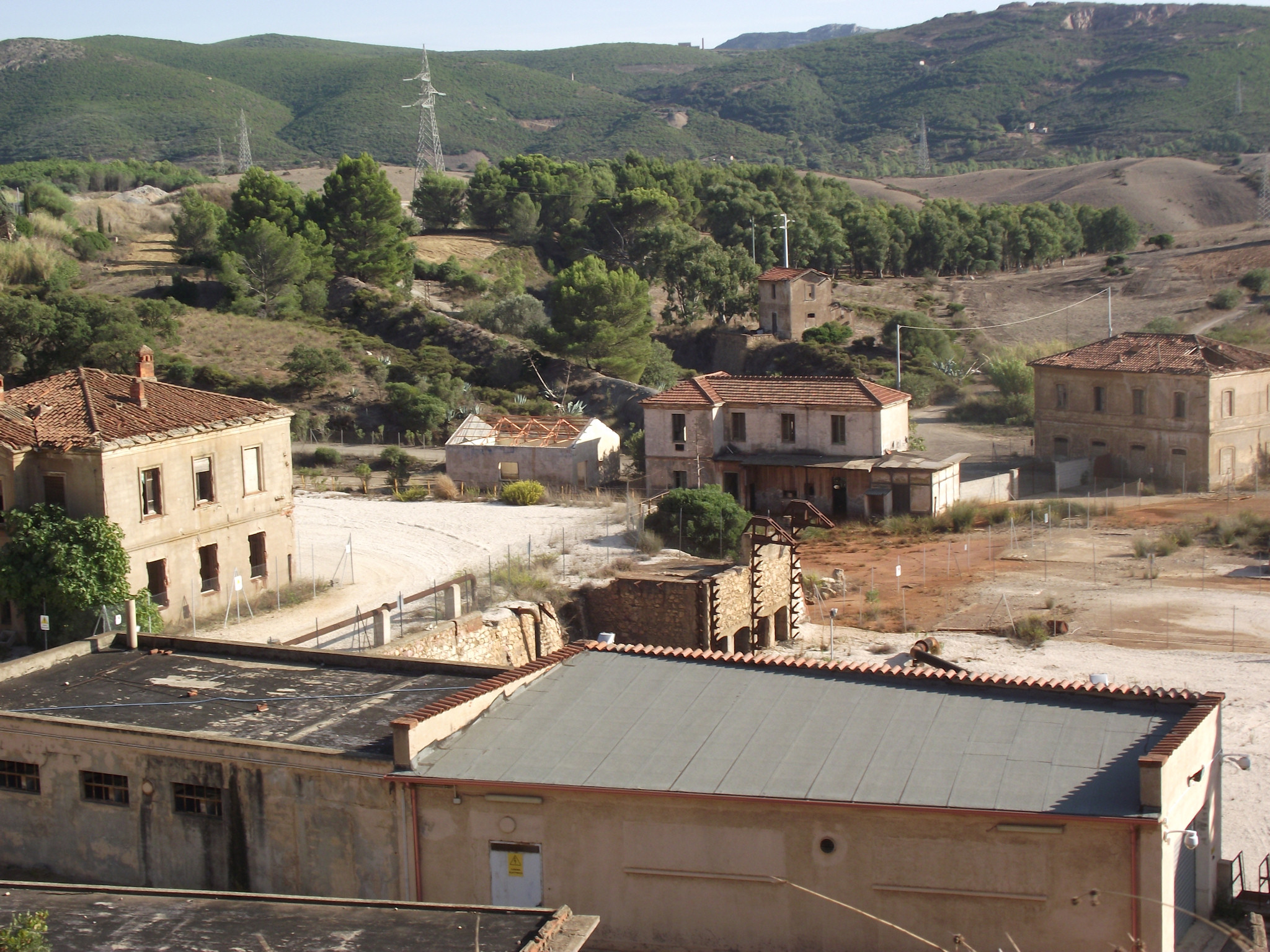
I resti della stazione capolinea di Monteponi della ferrovia Monteponi-Portovesme, confinante con l'omonima ex stazione FMS della San Giovanni Suergiu-Iglesias (sulla destra)

- Monteponi-Portovesme: costruita per iniziativa della Società Mineraria Monteponi ed aperta all'esercizio nel 1876, collegava la miniera di piombo e zinco di Monteponi con il molo di Portovesme, scalo marittimo della vicina Portoscuso, per complessivi 21 km di sviluppo.[149] Nata come ferrovia industriale, fu utilizzata anche per il traffico passeggeri, con treni effettuati in coincidenza dei convogli delle Ferrovie Reali e dei battelli per Carloforte.
- Montevecchio-San Gavino Monreale: lunga 18,2 km,[150] fu realizzata dalla Società Mineraria di Montevecchio per collegare l'omonima miniera alla fonderia di San Gavino Monreale e alla vecchia stazione del centro campidanese. Dotata di uno scartamento da 600 mm,[150] fu attiva dal 1876[142] al 1958.[151]
- Pantaleo-Porto Botte: aperta alla fine del XIX secolo dagli stessi proprietari della ferrovia della miniera di San Leone, trasportava minerali e legname dalla foresta di Pantaleo, nei pressi di Santadi, verso quest'ultimo centro procedendo verso ovest per gran parte dei quasi 28 km di tragitto.[152] A pochi chilometri dal molo di Porto Botte (nel comune di Giba), la linea piegava verso sud per arrivare al capolinea.
- Porto Torres-Miniera di Canaglia: linea attiva prima della seconda guerra mondiale per collegare i siti minerari di Canaglia, Monte Truddu e Monte Rosso con dei depositi situati a Porto Torres, da cui poi, tramite una teleferica di 700 m, i minerali arrivavano sulle banchine del porto turritano.[153] Lo sviluppo della ferrovia era di circa 20 km.[153]
- Porto Torres-Nuragaddu: breve linea Decauville (1300 m[153]) di raccordo tra il porto di Porto Torres e la cava di Nuragaddu, attiva tra la fine dell'Ottocento e il Novecento.
- Saline di Molentargius: le ex saline di Molentargius, nella parte orientale di Cagliari, furono servite da una ferrovia di complessivi 4 km di sviluppo con locomotori elettrici per il traino dei natanti carichi di sale da terra verso il mare aperto.[154]

## Caratteristiche tecniche

### Rete
Le rete sarda, nonostante la sua estensione, risente di un forte divario strutturale e tecnico se paragonata alla situazione del resto d'Italia. Inoltre la densità ferroviaria della rete a scartamento ordinario è oltre 3 volte più bassa rispetto alla media nazionale (17,8 m/km² contro i 55 m/km² medi dell'Italia).

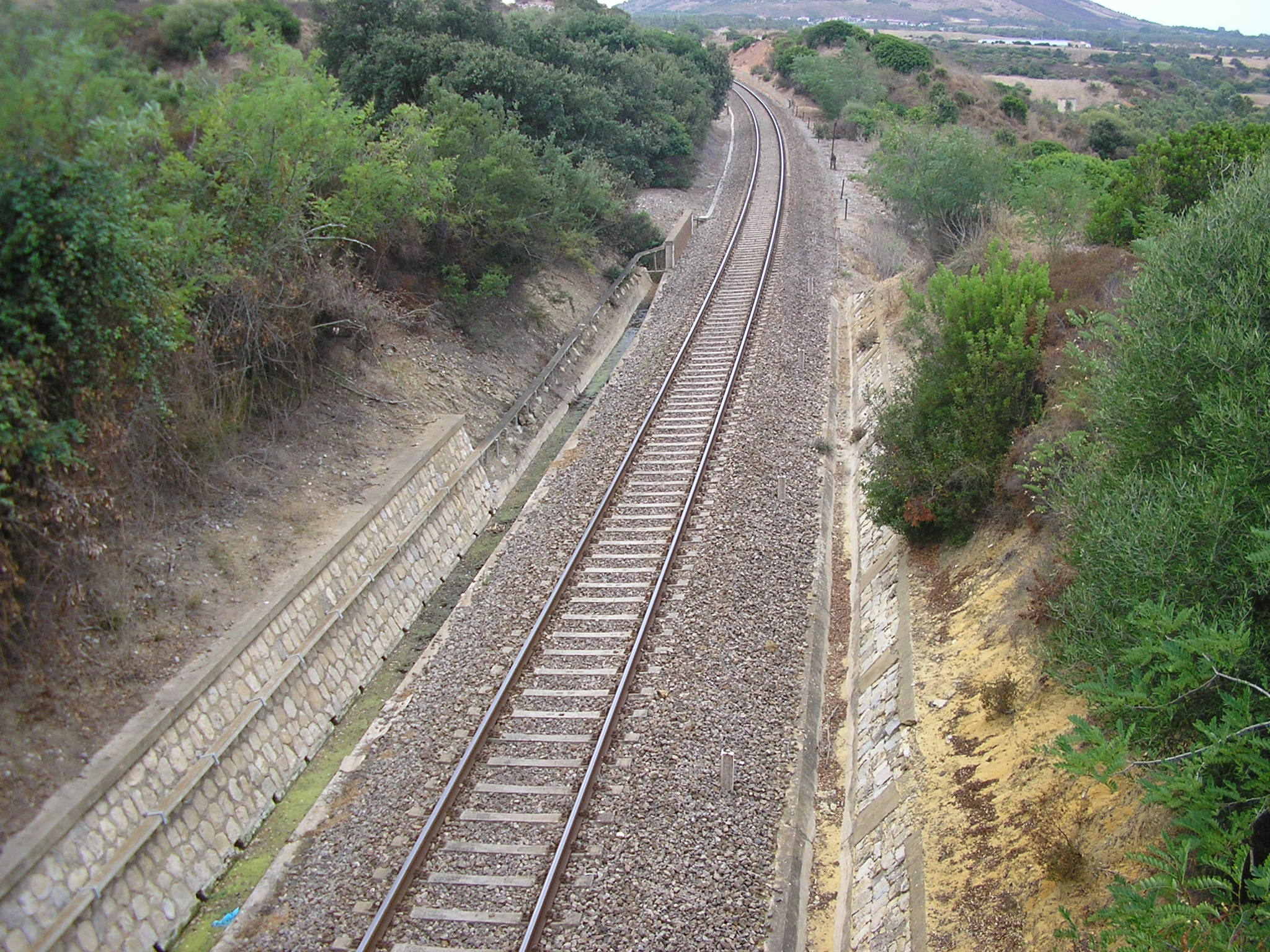
Binario unico e privo di elettrificazione: questo lo scenario della maggior parte delle ferrovie sarde

In aggiunta a ciò, buona parte della rete è a binario unico: al 2020 infatti solo i 50 km tra Cagliari e San Gavino Monreale sono a doppio binario (circa l'11,6% della rete RFI in Sardegna, il 4,8% dell'intera rete sarda esistente). Riguardo all'armamento, i binari presentano rotaie da 60 e 50 kg/m, con traversine prevalentemente in cemento armato precompresso.
A livello di controllo del movimento, sulla rete del gruppo FS buona parte delle stazioni è priva di personale addetto (i capostazione) e le varie operazioni sono dagli anni 2000 comandate dal DCO di Cagliari, fatte salve le stazioni principali.
Se la rete principale sconta un certo ritardo nei confronti della media nazionale, la rete ARST (la più estesa rete ferroviaria italiana a scartamento ridotto) a livello infrastrutturale è in una situazione di arretratezza ancor maggiore, fatto che nel corso degli anni ne ha compromesso la competitività rispetto al trasporto su gomma. Interamente a binario unico non elettrificato (se si escludono le tratte attrezzate per il transito tramviario nei pressi di Cagliari e Sassari), la rete a scartamento ridotto utilizza in buona parte binari con rotaie da 36 kg/m con traverse biblocco in cemento, ma in parecchi tratti si sfruttano ancora binari con armamento da 27 kg/m con traverse in legno. Il caso limite si riscontra nelle linee turistiche, in cui in alcuni casi si sfruttano ancora le rotaie posate a fine Ottocento. Il sistema di segnalazioni e precedenze in certe tratte si basa ancora sugli ordini di servizio (come il caso della Nuoro-Macomer, reso noto alle cronache dopo lo scontro tra due treni nel giugno 2007 costato la vita a 3 persone).

### Mezzi

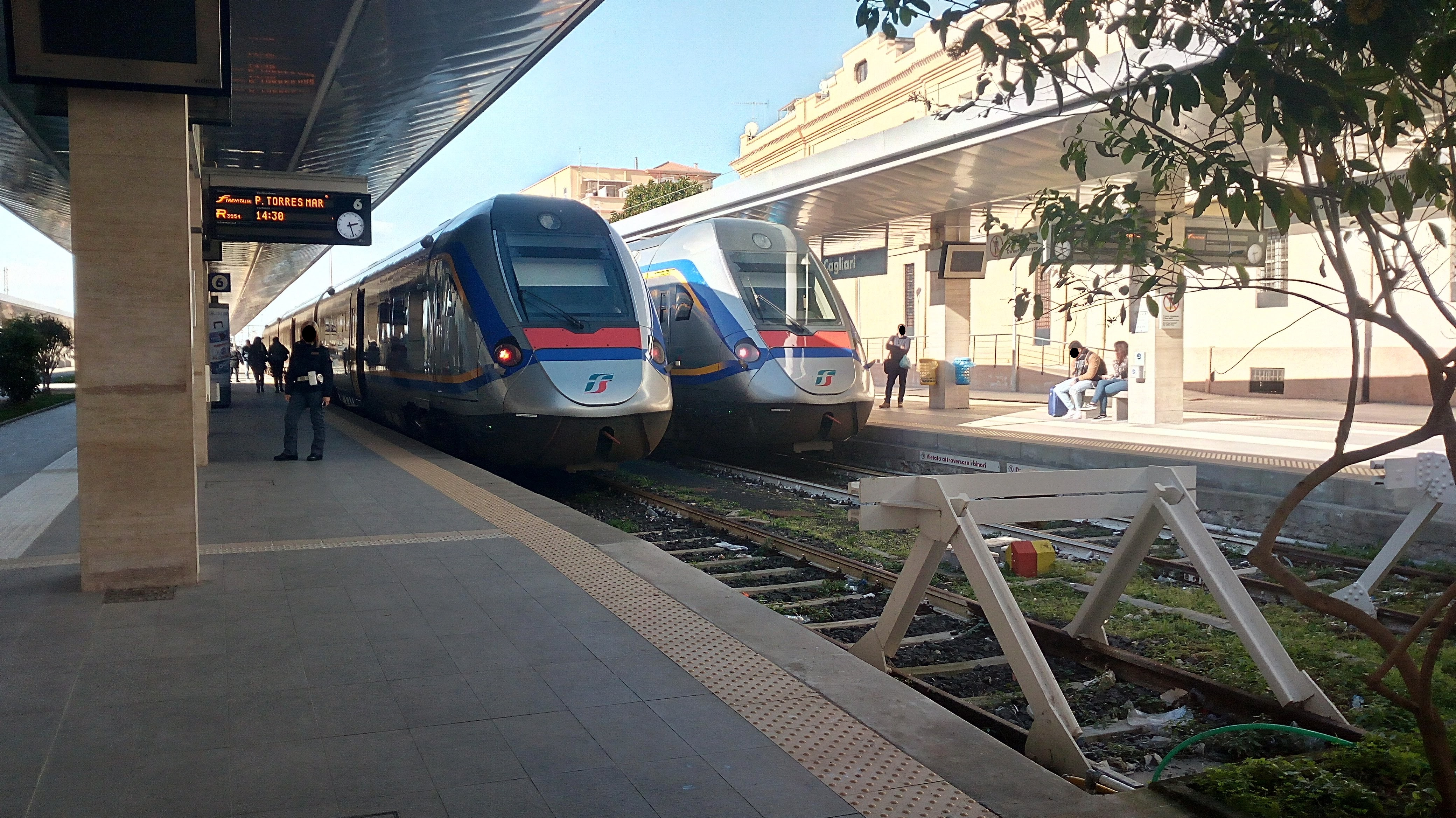
Autotreni ATR 365 in sosta a Cagliari

Sia Trenitalia sia ARST utilizzano esclusivamente materiale rotabile con propulsione a gasolio per i propri servizi, dal momento che la rete è totalmente non elettrificata, il che spiega in parte le non eccezionali velocità con cui vengono coperte le relazioni. La flotta utilizzata da Trenitalia si compone in buona parte di materiale prodotto dalla metà degli anni 2000 in poi, ad eccezione delle automotrici ALn 668-ALn 663 realizzate negli anni 1980 (sottoposte a revamping dagli anni 2000 in poi). I primi mezzi ad affiancarsi a questi rotabili furono i Minuetto (versione Diesel), impiegati in Sardegna dal dicembre 2005, seguiti dagli ATR 365 e 465 (in esercizio dal dicembre 2015); nel 2020 a questi rotabili si sono aggiunti i convogli Swing, mentre dal marzo 2023 sono in esercizio i treni ibridi Blues.
A livello di velocità i mezzi raggiungono punte comprese tra i 120 e i 150 km/h, ma le asperità dei tracciati, specie nella parte settentrionale dell'isola, e il tipo di trazione fanno sì che le velocità commerciali siano piuttosto basse: a titolo di esempio, il più rapido dei treni Cagliari-Sassari presenti nell'orario del secondo semestre 2020 copre la relazione in 2 ore e 59 minuti effettuando 5 fermate intermedie, con una media effettiva di 83,9 km/h, e solo pochi treni si avvicinano alla soglia dei 100 km/h di media nella parte settentrionale dell'isola.
La rete ARST utilizza materiale decisamente più datato (buona parte dei mezzi è stata prodotta alla fine degli anni 1950): solo le ADe serie 90 (in uso dagli anni 1990) e le ADeS (entrate in servizio nel 2016) fanno eccezione. Sommando a tutto ciò la tortuosità di molti percorsi e l'utilizzo dello scartamento ridotto, ne conseguono velocità di punta inferiori ai 100 km/h e medie ben al di sotto dei 60 km/h che vengono raggiunte dai convogli delle ferrovie secondarie.

### Traffico passeggeri
Prendendo come riferimento i dati Trenitalia dell'anno 2020, sulla rete a scartamento ordinario hanno viaggiato circa 4 030 355 passeggeri, con in media un numero di persone trasportate pari a 13 345 viaggiatori al giorno.

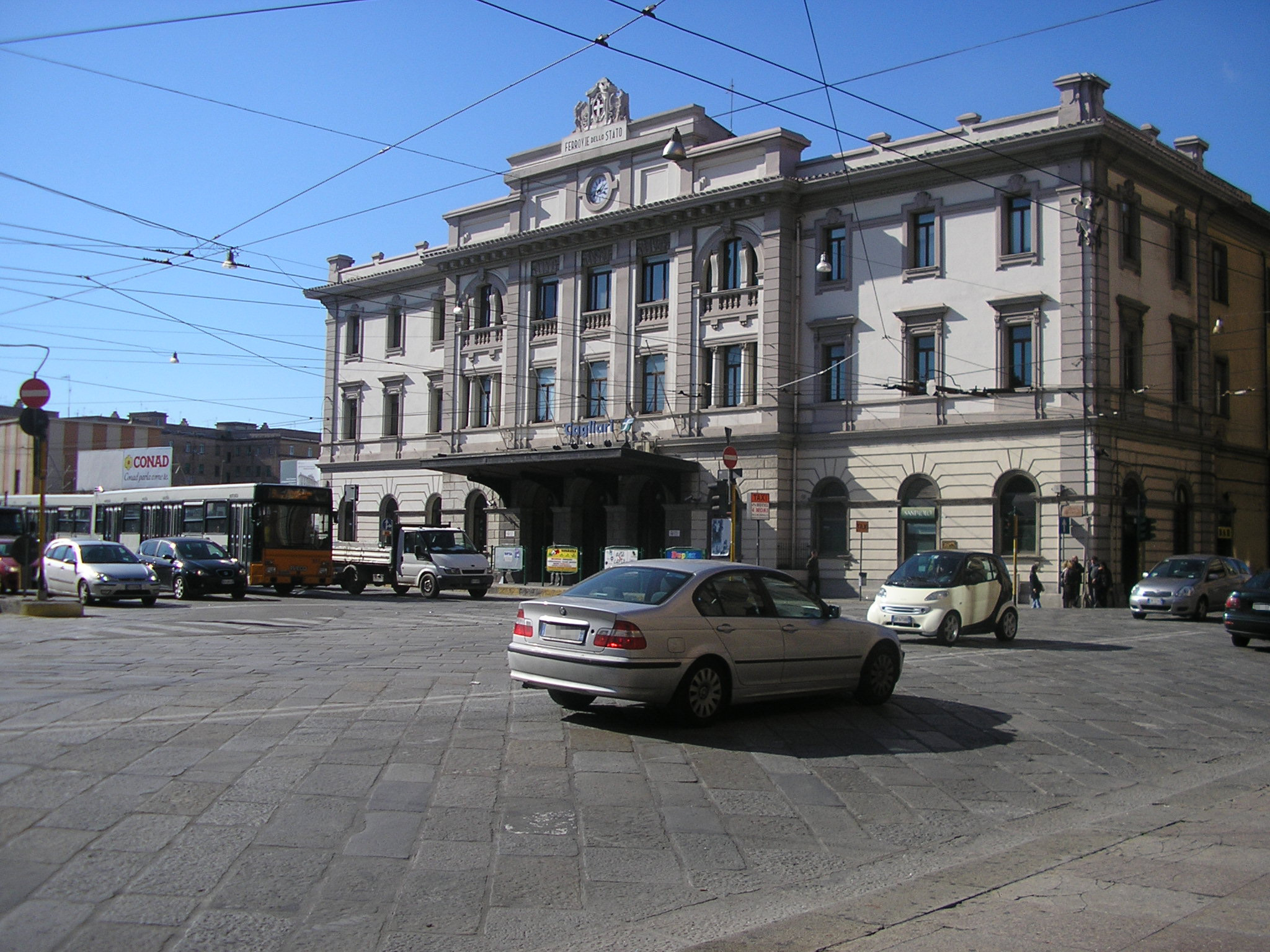
La stazione FS di Cagliari è lo scalo ferroviario maggiormente trafficato della Sardegna

Nello specifico le tratte maggiormente trafficate sono quelle della parte meridionale dell'isola: secondo i dati della Regione Autonoma della Sardegna basati sull'anno 2006, circa l'82% dei viaggiatori è concentrato sulle tratte a sud di Oristano. Ulteriori dati del Ministero dei trasporti relativi all'anno 2000 quantificavano il numero degli abbonati in 2 100 000 a fronte di 4 708 000 viaggiatori sulla rete RFI sarda, dotata di 42 tra fermate e stazioni.
Sempre considerando i dati ministeriali, il traffico passeggeri è di tipologia prettamente pendolare: risulta infatti che il tragitto medio percorso dai viaggiatori all'epoca fosse di circa 40 km, ed in particolar modo la stazione FS di Cagliari risultava la meta della gran parte di questo traffico, che attirava 170 000 unità al mese (il 32% dell'intera regione) tra arrivi e partenze, in gran parte provenienti dal Campidano e dal Sulcis-Iglesiente. Su base mensile erano infatti 26 000 gli utenti in viaggio da e verso San Gavino Monreale, 25 000 da e verso Iglesias e Carbonia, 19 000 da e verso Oristano.
Nettamente minore il numero di passeggeri che raggiungono il capoluogo dal nord e viceversa: risultavano 2 000 al mese gli utenti che hanno impiegato i treni da e per Sassari e Porto Torres e 1 300 quelli in arrivo o diretti ad Olbia e Golfo Aranci.
Il traffico sulla rete secondaria è anch'esso in buona parte pendolare, seppur la mole di passeggeri sia decisamente inferiore rispetto a quella della rete principale: secondo i dati 2005, sulle linee di trasporto pubblico delle allora FdS hanno viaggiato 1 356 654 passeggeri, di cui 474 607 sulla allora Cagliari-Isili, 135 942 sulla Macomer-Nuoro e 746 105 nelle linee del compartimento di Sassari. Considerando anche i passeggeri delle linee turistiche (circa 60 000), nel 2005 sulla rete complementare hanno viaggiato in tutto 1 417 425 passeggeri.

## Stazioni principali
Rete Ferroviaria Italiana
- Assemini
- Cagliari
- Cagliari Elmas
- Carbonia Serbariu
- Decimomannu
- Elmas Aeroporto
- Iglesias
- Olbia
- Oristano
- Ozieri Chilivani
- San Gavino
- Sassari
- Serramanna-Nuraminis
- Villamassargia-Domusnovas

ARST
Servizio trasporto pubblico locale
- Alghero
- Bolotana
- Dolianova
- Iscra
- Isili
- Macomer
- Mandas
- Monserrato
- Nuoro
- San Gottardo
- Sassari
- Settimo San Pietro
- Sorso

Servizio turistico
- Arbatax
- Bosa Marina
- Gairo
- Palau Marina
- Seui
- Sorgono
- Tempio
- Tresnuraghes-Cuglieri-Magomadas

## Tranvie
In Sardegna sono presenti due tranvie, entrambe denominate commercialmente metropolitane leggere, nelle due maggiori città dell'isola, Cagliari e Sassari.

### Cagliari
Dopo essere stata a lungo attraversata dai tram, dal 1893 sino agli anni 1970, negli anni 2000 un nuovo progetto di trasporto urbano su rotaia è stato portato avanti nel capoluogo sardo. Affidata alle FdS e in seguito all'ARST, la tranvia è divenuta operativa nel marzo 2008, con l'apertura della prima linea al pubblico.

### Sassari
La tranvia di Sassari, gestita dall'ARST, è stata inaugurata nel 2006 dalle allora Ferrovie della Sardegna.

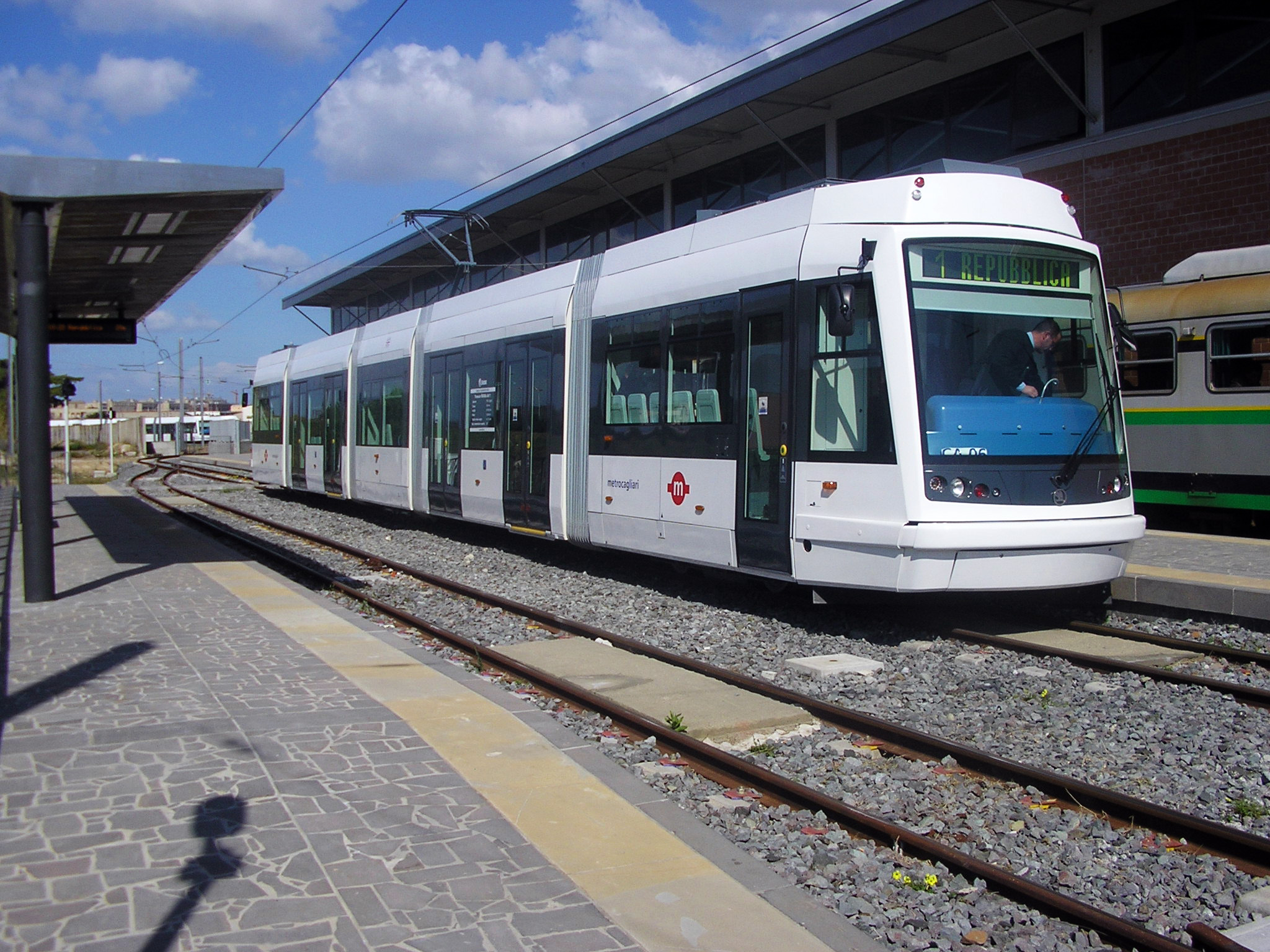
Tram della tranvia di Cagliari in sosta alla fermata di Monserrato Gottardo
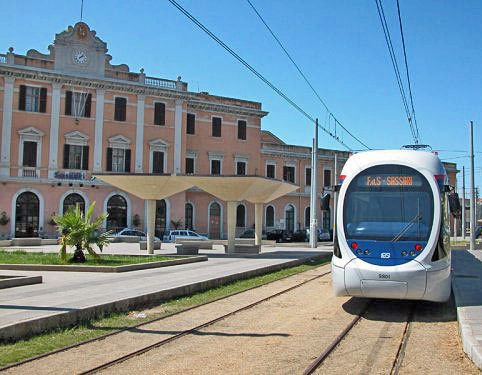
Tranvia di Sassari - terminal della linea 1 in Piazza Stazione